# Alabama
Alabama es uno de los cincuenta estados que, junto con Washington D. C., forman los Estados Unidos de América. Su capital es Montgomery y su ciudad más poblada Huntsville. Está ubicado en la región Sur del país, división Centro Sureste. Limita al norte con Tennessee, al este con Georgia —la mitad meridional de este límite la forma el río Chattahoochee—, al sur con Florida y el golfo de México, y al oeste con Misisipi. Fue admitido en la Unión el 14 de diciembre de 1819 como el estado número 22. Según el censo de los Estados Unidos de 2020, cuenta con un total de 5 024 279 habitantes.

## Etimología
El estado recibe el nombre del río Alabama, que lo atraviesa hasta desembocar cerca de Mobile. La palabra Alabama proviene del nombre de la tribu nativa choctaw que habitó el territorio en tiempos antiguos, estos se autodenominaban Alibamu que en inglés significa I open the thicket («yo elimino la maleza»).[cita requerida]

## Geografía física

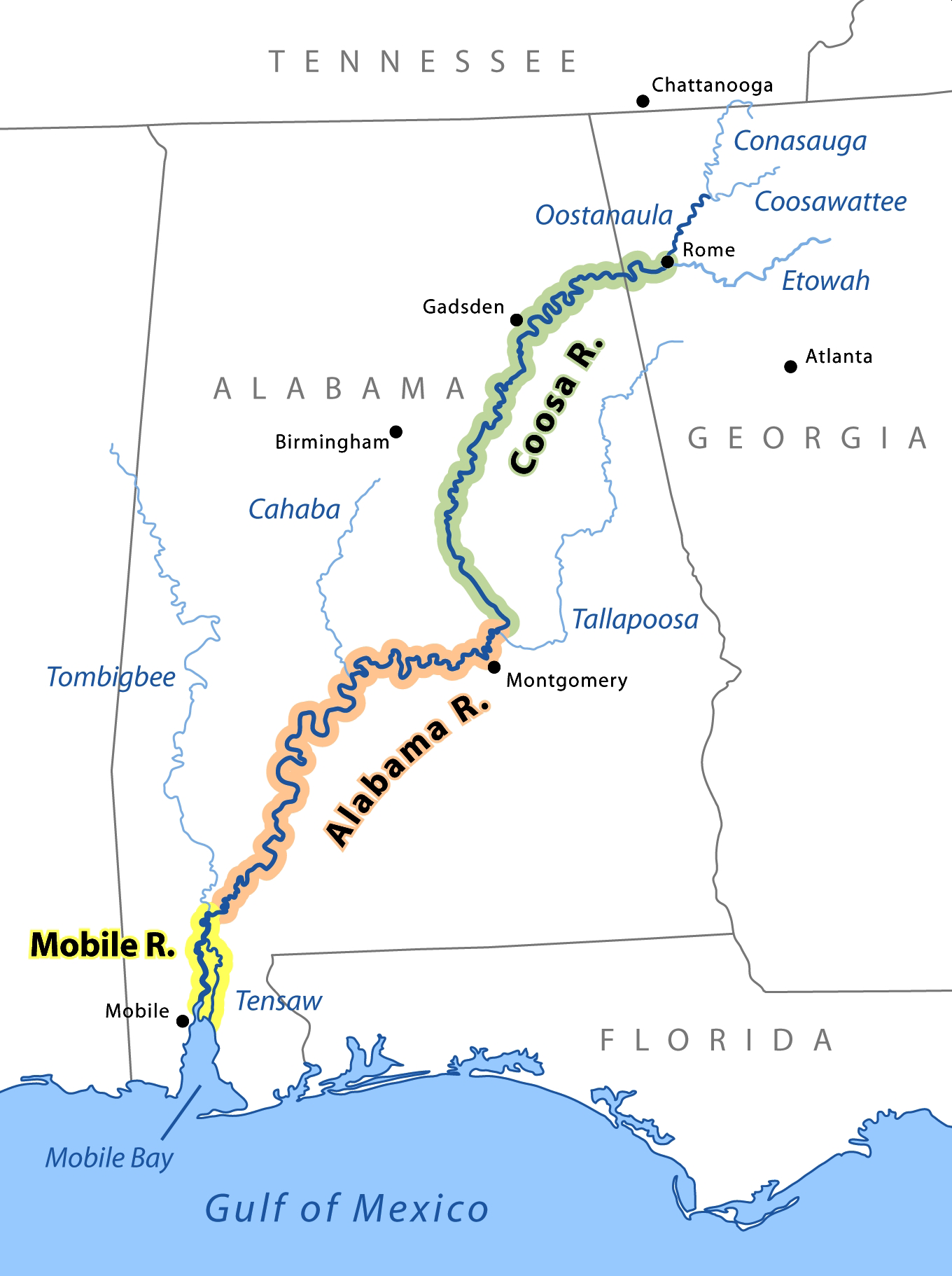
Mapa de los ríos Mobile-Alabama-Coosa —y algunos afluentes como el Tombigbee, el Tallapoosa, etc.— que fluyen en dirección suroeste por Alabama

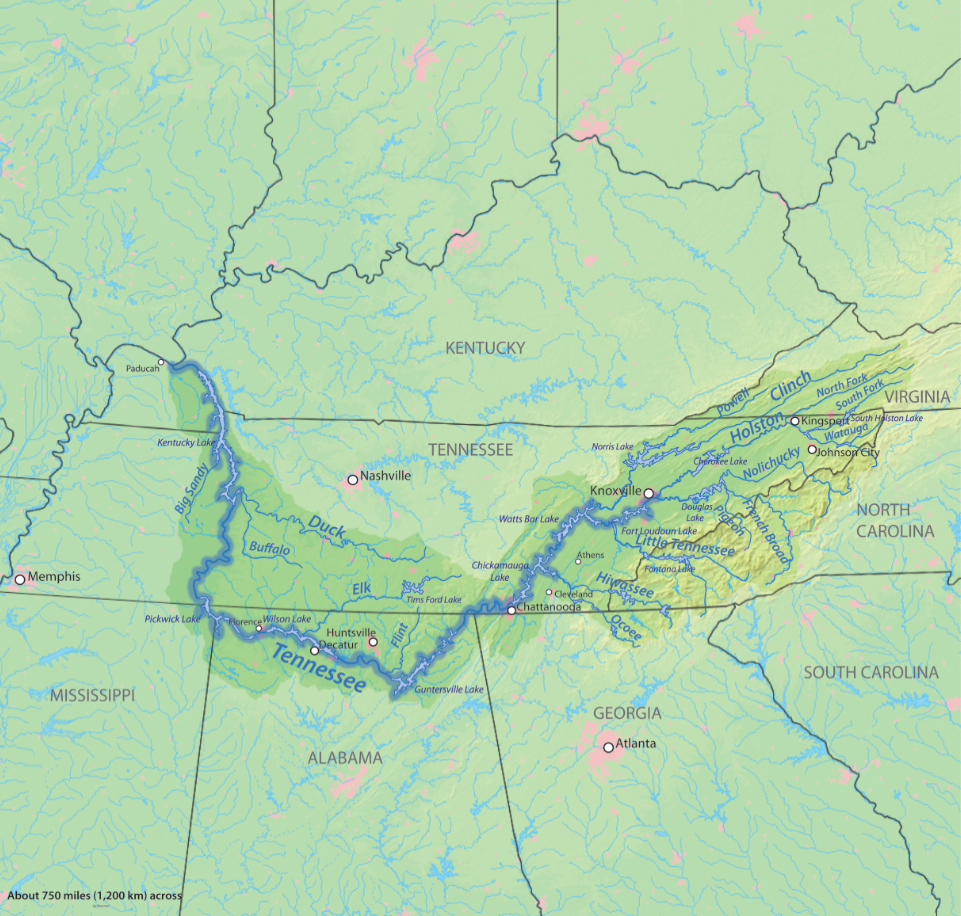
Mapa del río Tennessee que pasa por el norte de Alabama

Alabama se localiza en el sudeste de Estados Unidos. Su acceso al mar se restringe a 84 km de costa, donde se sitúa su único puerto, en la bahía de Mobile. La altura media del estado es de 150 m y el punto más alto se sitúa en el monte Cheaha, de 734 m, en los montes Apalaches, al nordeste del estado.
Con una superficie de 135 765 km², en Alabama se distinguen varias regiones naturales: las estribaciones orientales de los montes Apalaches, que forma el Gran Valle y que ocupa gran parte de Alabama; la franja de tierra arcillosa y muy fértil, denominada Black Belt (Cinturón Negro), que se extiende a lo largo de la parte central y hacia el oeste del estado; el llano costero del golfo de México, formado de depósitos aluviales; la meseta de Piedmont, al norte, con valles fértiles de arenisca y piedra caliza, y la meseta Cumberland, que forma parte de la región del valle del río Tennessee. 

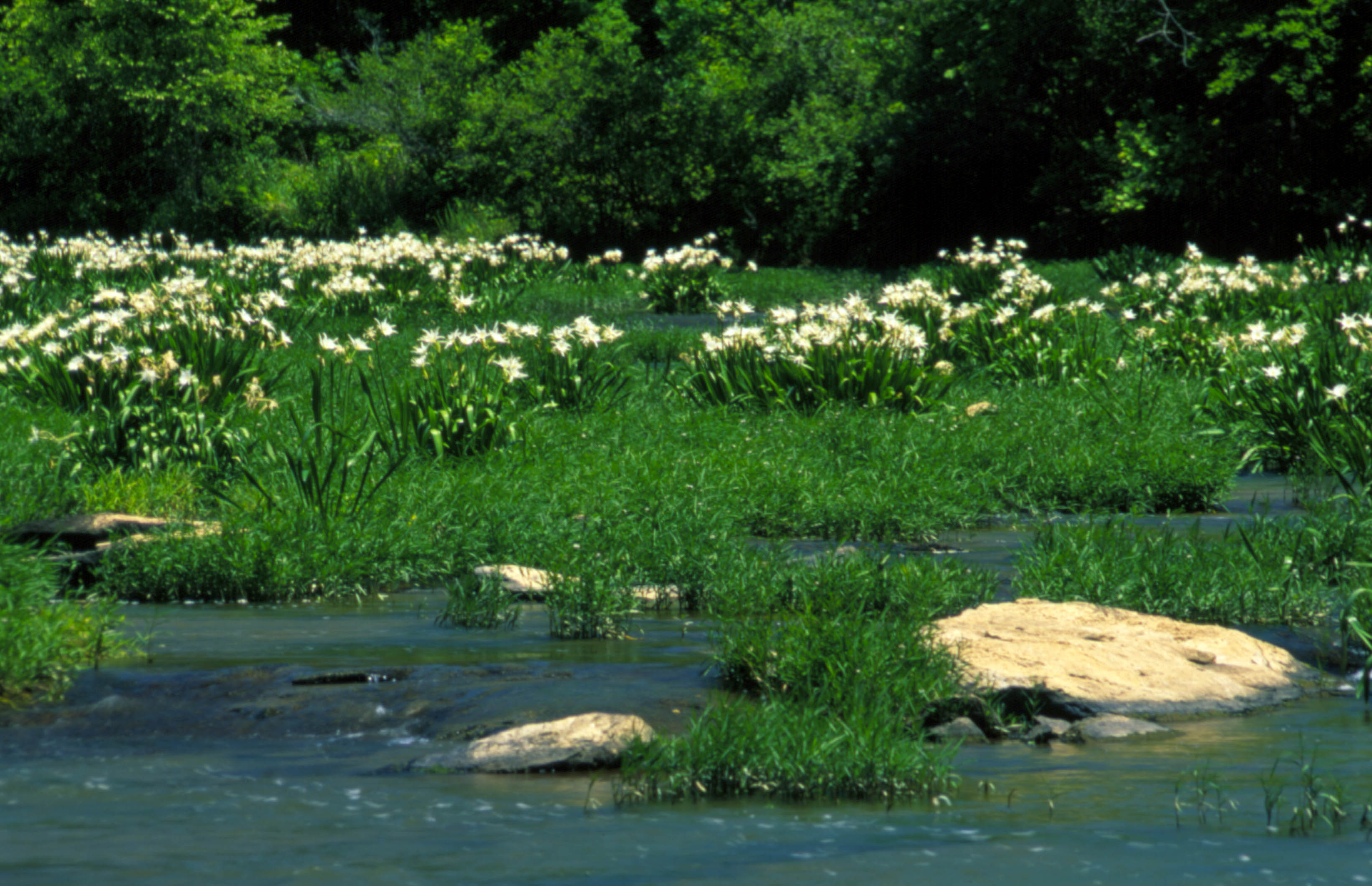
Grupo de Hymenocallis coronaria en el río Cahaba

Alabama cuenta con una extensa red hidrográfica, en gran parte navegable. Los sistemas principales son el Warrior-Tombidge y el formado por los ríos Coosa-Tallapoosa-Alabama-Mobile. Por tierras de Alabama también discurren el río Tennessee y el río Chattahoochee. Con excepción del río Tennessee y tributarios, todas las corrientes fluviales desembocan en el golfo de México. El estado no tiene lagos naturales de importancia, pero sí presas construidas durante los años 30 durante el New Deal por la Tennessee Valley Authority y por la Alabama Power Company. Entre estos lagos artificiales, destacan los construidos en el Tennessee (Guntersville, Wheeler y Wilson) y los que han utilizado las aguas de los ríos Coosa (lago Weiss) y Chattahoochee (Reserva Walter F. George).
El 65 % del estado está cubierto por bosques (3 % de este territorio está protegido por el gobierno) donde crecen sobre todo robles, pinos, magnolios, cipreses y nogales. Esta enorme riqueza forestal ha convertido a este recurso en unos de los pilares de la economía del estado.
Los recursos mineros en este estado se localizan fundamentalmente en la zona central y norte, especialmente en el área de Birmingham, donde se hallan yacimientos de carbón y mineral de hierro. Las mayores minas de carbón se explotan en Warrior, Cahaba y Coosa. Asimismo, existen formaciones de mármol (en los condados de Talladega y Coosa), y depósitos de petróleo, explotados comercialmente, en el condado de Choctaw, en el sureste. Alabama también es rico en bauxita, manganeso, mica, grafito y arcilla.

### Clima

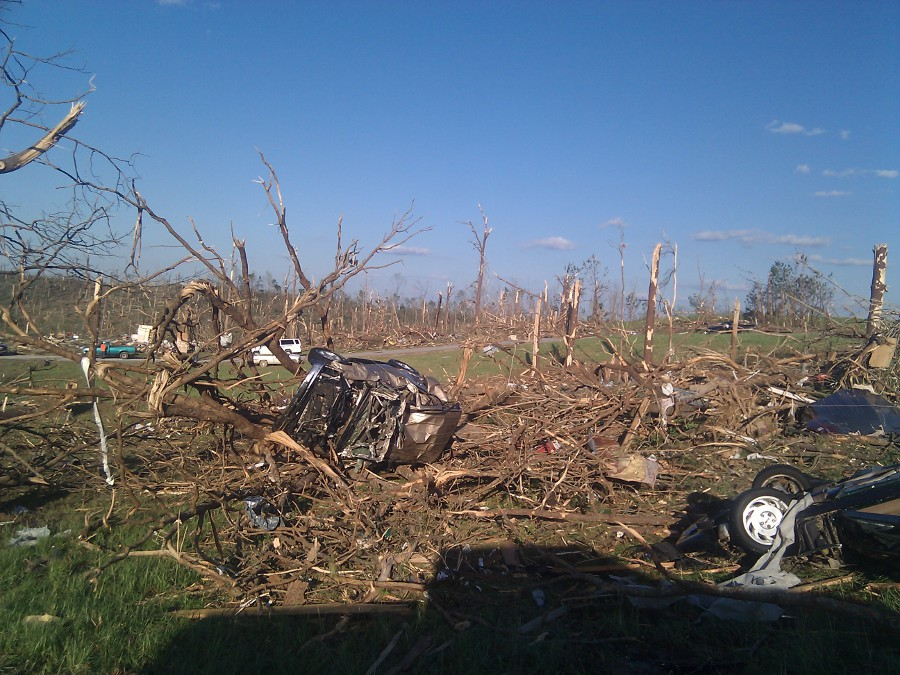
Daños en la localidad de Phil Campbell tras la Oleada de tornados en Estados Unidos del 25-28 de abril de 2011

El estado disfruta de un clima subtropical húmedo debido a su baja latitud, su cercanía al Trópico de Cáncer y su exposición a las advecciones del Golfo de México. Según la clasificación climática de Köppen se trata de un clima Cfa. En general, cuanto más cerca de la costa más características tropicales tendrá el clima y cuanto más al interior el clima tendrá matices más continentales (especialmente en Apalachia). Este tipo de clima se caracteriza por unas condiciones cálidas y húmedas la mayor parte del año, pero con un patente régimen térmico de cuatro estaciones. De esta forma, se puede hablar de que los inviernos en Alabama serán muy suaves, especialmente en la costa, y permitirán un desarrollo continuo de la vegetación los doce meses del año. Es por esto que la temperatura media del mes más frío oscilará entre los 8 °C y los 12 °C, mientras que la temperatura media de los veranos quedará casi siempre entre los 25 °C y los 30 °C. Es importante remarcar que pese a que son temperaturas relativamente elevadas y a que estamos en una latitud media-baja (30°N-33°N), la oscilación térmica anual es bastante grande para su contexto. Esto es una característica normal de los climas templados y subtropicales de fachada oriental, en donde en muchas ocasiones, la circulación general atmosférica provoca importantes advecciones continentales. Estas advecciones serán más potentes cuanto más grande sea el continente. En el caso de Alabama, el aire continental llega fácilmente desde Canadá, las Grandes Praderas y el Medio Oeste por la inexistencia de barreras orográficas desde las Grandes Llanuras y el Valle del Misisipi, lo que provoca algunas olas de calor en verano (asociadas a la baja presión norteamericana) y eventuales olas de frío que dejan inusuales y raras heladas a su paso por este estado, asociadas al frío anticiclón canadiense. Por esta misma razón, los inviernos son especialmente variables, de hecho es habitual que en el mismo mes de enero en el litoral se alcancen temperaturas desde 0 °C hasta los 26 °C. En términos generales, las temperaturas medias anuales basculan entre los 16 °C y los 20 °C. Los valores más bajos (14 °C-15 °C), se alcanzan en los Apalaches y el Piedmont, y a medida que nos adentramos en el Sur Profundo los valores aumentan notablemente, hasta llegar a los 21-22 °C de media de las islas barrera de la Costa del Golfo de México (Dauphin Island, île-aux-Herbes, Mon Louis Island, Ono Island, Cayo Perdido,...)
En cuanto al régimen pluviométrico es interesante señalar que, si bien las precipitaciones son abundantes o muy abundantes y regulares a lo largo del año, hay un claro máximo estival y un mínimo invernal  centrado en otoño (sin que en ningún momento llegue a producirse sequía de). La condición subtropical del clima de Alabama determina la alternancia entre los mecanismos generadores de precipitación del mundo tropical y del mundo templado. Los mecanismos tropicales predominan durante los meses cálidos en los que el flujo de Sur y de Sureste favorece la entrada de aire tropical marítimo proveniente del Golfo de México y del Mar Caribe. Esto se debe a que, por un lado, el continente norteamericano se sobrecalienta en verano, originando una baja presión térmica, y a que, por otro lado, los anticiclones subtropicales atlánticos (alta presión de las Bermudas, Anticiclón de las Azores), aumentan de latitud y se fortalecen en verano, provocando la circulación del aire en sentido horario, y afectando tanto a las Antillas como al Sureste de Estados Unidos con sus vientos del Este, Sur o Sureste. Estas situaciones son las que propician en el flanco meridional y oriental de dichos anticiclones el desarrollo de depresiones tropicales, tormentas tropicales, ondas del este y huracanes, fenómenos comunes en Alabama y que pueden acarrear devastadoras consecuencias. Aparte de estos fenómenos, también son muy cotidianas las simples tormentas convectivas, fruto del calor, la humedad y la inestabilidad, y que suelen descargar por las tardes. En invierno, la configuración del anticiclón canadiense en el interior del continente establece un claro régimen de vientos del Noroeste, con los que predomina un tiempo fresco, seco, soleado y estable. Este tiempo seco es más común en otoño. Las precipitaciones invernales se deben en su mayor parte a sistemas frontales del mundo templado, o a algunos eventos tropicales que se dan cuando amaina el flujo continental. Así, es posible que también en algunos episodios del invierno se  produzcan pequeños brotes convectivos, o tímidas incursiones de los alisios y los vientos del Sureste en el litoral del Golfo de México. Estas precipitaciones invernales son siempre en forma de lluvia. La nieve es muy rara, y solo se llega a dar de forma ocasional en el extremo septentrional del Estado y en las zonas elevadas de los Apalaches. Globalmente, las precipitaciones son abundantes o muy abundantes en la franja de la Llanura Litoral del Golfo de México (1600-1850 mm anuales), mientras que hacia el interior del estado se van volviendo más modestas (1200-1400 mm anuales). En los Apalaches, el efecto orográfico hace que se alcancen valores pluviométricos parecidos a los del litoral.

## Historia

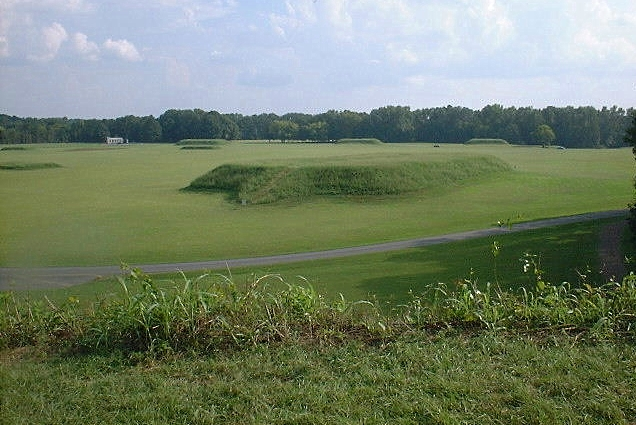
Yacimiento arqueológico de Moundville en el condado de Hale. Fue ocupado por los nativos americanos de la denominada cultura misisipiana desde el 1000 al 1450 d. C.

El territorio que hoy ocupa el estado de Alabama estuvo habitado por los indoamericanos de las tribus cherokee, creek (en español «crics»), choctaw («chactas») y chickasaw («chicazas»). Tras los descubrimientos de Juan Ponce de León y Álvar Núñez Cabeza de Vaca todo el actual sudeste de los Estados Unidos fue llamado La Florida española (incluyendo los actuales estados de Florida, Georgia, Carolina del Sur, Carolina del Norte, Misisipi y Alabama). La primera expedición que se adentró en Alabama fue la española de Hernando de Soto, en 1540, que se enfrentó a los nativos dirigidos por Tascalusa en la batalla de Mabila (actual Condado de Mobile). Guido de las Bazares exploró la costa en 1558, pero fue Tristán de Luna quien intentó crear el primer asentamiento permanente en la bahía de Mobile. Dicho establecimiento fracasó, tras ser destruido por un huracán.
Más de un siglo después, en 1701, fueron los franceses los que se adentraron en el territorio para crear Fort Louis de la Mobile. A este asentamiento le siguieron otros fuertes cerca de las corrientes fluviales. Francia consolidó el centro de la colonia de Luisiana en Mobile, hasta que la capital de dicha colonia se trasladó en 1722 a Nueva Orleáns. El puerto estratégico de Mobile, y las tierras del interior de Alabama, fueron codiciados por franceses, españoles e ingleses. Por ello, en 1763 los ingleses lograron obtener por el tratado de París —que dio por finalizada la guerra de los Siete Años— las tierras de Alabama, como parte de la Florida Occidental, una de las dos provincias en que quedó dividida la antigua colonia española de Florida.

### Revolución estadounidense
Durante la Revolución estadounidense, España con un ejército al mando de Bernardo de Gálvez recuperó para España las Floridas. En 1795 Estados Unidos obtuvo de España el control de los territorios al norte del paralelo 31 por el tratado de San Lorenzo. En 1798 el territorio al norte del paralelo 32° N formó parte del llamado Territorio de Misisipi, administrado por el Congreso de los Estados Unidos. Además, en 1813 el ejército de Wilkinson ocupó Mobile como parte de las campañas militares de la guerra de 1812 contra Reino Unido, obteniendo entonces los Estados Unidos la totalidad del control de la actual Alabama.
En 1813 los indígenas creek y los mixogénicos seminolas (muy hispanizados en esa época) se rebelaron, pero fueron derrotados por Andrew Jackson en la batalla de Horseshoe Bend. Estados Unidos obtuvo el control de la vasta región creek (sur de Georgia y mitad de Alabama) y este triunfo dio a Jackson prestigio en su carrera hacia la presidencia de los Estados Unidos.
El 3 de marzo de 1817, el Territorio de Misisipi fue dividido, y la parte este se convirtió en el Territorio de Alabama. En agosto de 1819 España cedió oficialmente la Florida española a EE. UU. por el Tratado Adams-Onís. Entonces Alabama adoptó una constitución para convertirse en estado y el 14 de diciembre de ese año fue admitido como el vigesimosegundo estado de la Unión. La capital de Alabama se fijó en Huntsville, pero en 1820 se trasladó a Cahaba, aunque en 1826 se cambió a Tuscaloosa para evitar las frecuentes inundaciones. La economía de esta época se basaba en la agricultura (algodón) y la ganadería, sin embargo fueron frecuentes las disputas políticas entre los pequeños granjeros de las colinas (que vivían del cultivo del maíz, verduras, sorgo y del ganado vacuno y porcino), y los propietarios de la plantaciones de algodón del sur, que habían logrado aprovechar las ventajas de las fértiles tierras del valle (zona conocida como Cinturón Negro, o Black Belt), y de las comunicaciones fluviales. Aunque solo el 1 % de los colonos blancos poseían grandes plantaciones, controlaban la política del estado. Por ello, el 11 de enero de 1861 Alabama se declaró parte de la Confederación, e invitó a otros estados del Sur a enviar delegados a una convención en Montgomery. El 8 de febrero de 1861 se crearon los Estados Confederados de América, con capital en Montgomery, aunque en mayo de 1861 se trasladó a Richmond, Virginia.

### Guerra civil

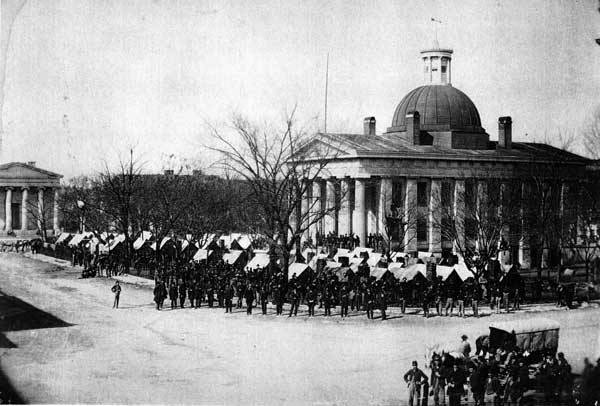
Tropas del Ejército de la Unión ocupando una plaza en Huntsville, tras su captura y reocupación por fuerzas federales en 1864.

La mayor batalla que se libró en Alabama durante la guerra de Secesión fue en 1864, cuando el almirante David G. Farragut atacó la bahía de Mobile. Un año más tarde, las tropas federales devastaron Tuscaloosa, Selma y Montgomery. Tras la guerra, Alabama se reintegró a la Unión el 25 de junio de 1868. El período de Reconstrucción tras la guerra duró ocho años, durante los cuales la política de Alabama siguió controlada por exconfederados. Sin embargo, el fin de la guerra supuso el declive de las ciudades del sur (Mobile, Montgomery, Huntsville y Tuscaloosa) y el auge de las nuevas poblaciones del norte, gracias a las riquezas mineras de Jones Valley y la construcción del ferrocarril. Ya a finales del siglo XIX, Birmingham, que surgió tras la guerra, se convirtió en la ciudad más importante del estado y en 1920 en la tercera ciudad más industrializada del sur de los Estados Unidos.

### Relaciones raciales
Tras la Segunda Guerra Mundial, en 1946 fue elegido gobernador Jim Folsom, quien trató de llevar a cabo una política populista progresista con la alianza de los sectores más desfavorecidos, tanto blancos como negros. Años más tarde, en 1960 durante la campaña para gobernador de George C. Wallace, este prometía que la popular segregación continuaría, a pesar de la fuerte presión que se estaba realizando por parte de los otros movimientos. Ante esta posición, Martin Luther King encabezó en 1963 la protesta de boicot al sistema de transporte público de Montgomery, que mantenía un sistema de asientos diferenciados para blancos y negros. El encarcelamiento de Martin Luther King y las imágenes que la televisión transmitió de la represión de los disturbios de Birmingham, llevada a cabo por el jefe de policía «Bull» Connor, aceleraron en 1965 la discusión de la «Ley de Derechos Civiles», que habría de terminar con la legalidad de la segregación en los Estados Unidos, imponiendo la integración forzada y acabando con la libertad de asociación de los particulares. En los años ochenta la seguirían otras medidas legales de cuotas o cupos en la educación, los organismos públicos y las empresas privadas, conocidas bajo el término general de «affirmative action».
En 1982, Oscar Adams fue elegido como juez de la Corte Suprema del Estado de Alabama, con lo que se convertía en el primer negro que lograba ocupar un cargo de dicha categoría en ese estado. A partir de los años 80, numerosos negros han sido elegidos sheriffs, representantes en el Congreso y alcaldes en las ciudades más importantes de Alabama, incluida Birmingham, especialmente en los núcleos con fuerte porcentaje de población negra dado el patrón de voto en bloque de este grupo.
Los últimos gobernadores del estado han sido James E. Folsom Cullman (1993–1995), que tomó el poder tras la destitución de Guy Hunt por violación del código ético, Forrest «Fob» James Lee (1995–1999), y Don Siegelman, del Partido Demócrata, elegido para el cargo hasta el año 2003.
El 3 de enero del 2018 el activista pro-derechos civiles Doug Jones logró un escaño del Senado para el Partido Demócrata, siendo con ello el primer senador demócrata del estado en 25 años.

## Demografía

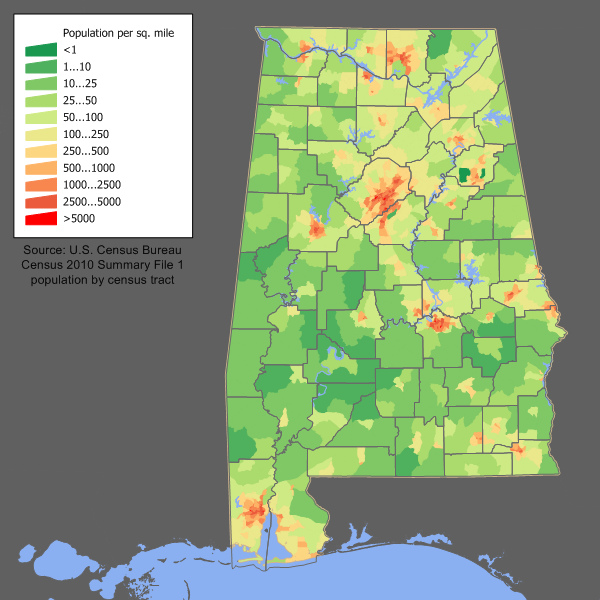
Densidad de población en Alabama.

De acuerdo con los datos de Oficina del Censo de los Estados Unidos, la población total del estado es de 4.4 millones, con una tasa de crecimiento anual de 0.4 %. El 24.9 % de los residentes de Alabama son menores de 18 años, y el 13.1% han cumplido los 65 años. El índice de mortalidad infantil es de 1.05 %, muy por encima del índice de los Estados Unidos, lo que le convierte en el segundo estado con peores cifras en este aspecto.
La población urbana de este estado se cifra en el 67.7 % (1996), por debajo del nivel nacional (79.9 %). El proceso de urbanización de Alabama se aceleró a partir de los años 60, cuando comenzó a emigrar la población de las zonas rurales (sobre todo del Black Belt) hacia los estados del norte y los centros industriales. La población tendió a concentrarse en 10 de los 67 condados del estado, dado el crecimiento progresivo de las ciudades y suburbios de Birmingham, Mobile, Gadsden, Florence, Montgomery y Huntsville.
Con una fuerza laboral de 2.17 millones de personas, su nivel de paro es bajo ya que Alabama tiene una tasa de desempleo de 4.8 % (1999). Los ingresos medios anuales per cápita se sitúan en 19 026 dólares (1998), y por unidad familiar en 36 266 dólares, unos 2500 dólares por debajo de la media nacional. El índice de población que vive por debajo del índice de pobreza es de un 14.5 %, lo que le convierte en el decimotercer estado menos favorecido en este aspecto, si bien la situación mejora pues en 1990 ocupaba ya el quinto puesto.

### Raza y etnia
| Raza y etnia                              | Alone | Alone | Total | Total |
| ----------------------------------------- | ----- | ----- | ----- | ----- |
| Blancos (NH)                              | 63.1% | 63.1  | 66.5% | 66.5  |
| Negros                                    | 25.6% | 25.6  | 26.9% | 26.9  |
| Latinos                                   | —     |       | 5.3%  | 5.3   |
| Asiáticos                                 | 1.5%  | 1.5   | 2.0%  | 2     |
| Nativos                                   | 0.5%  | 0.5   | 2.2%  | 2.2   |
| Estadounidenses de las islas del Pacífico | 0.1%  | 0.1   | 0.1%  | 0.1   |
| Otro                                      | 0.3%  | 0.3   | 0.8%  | 0.8   |

### Religión

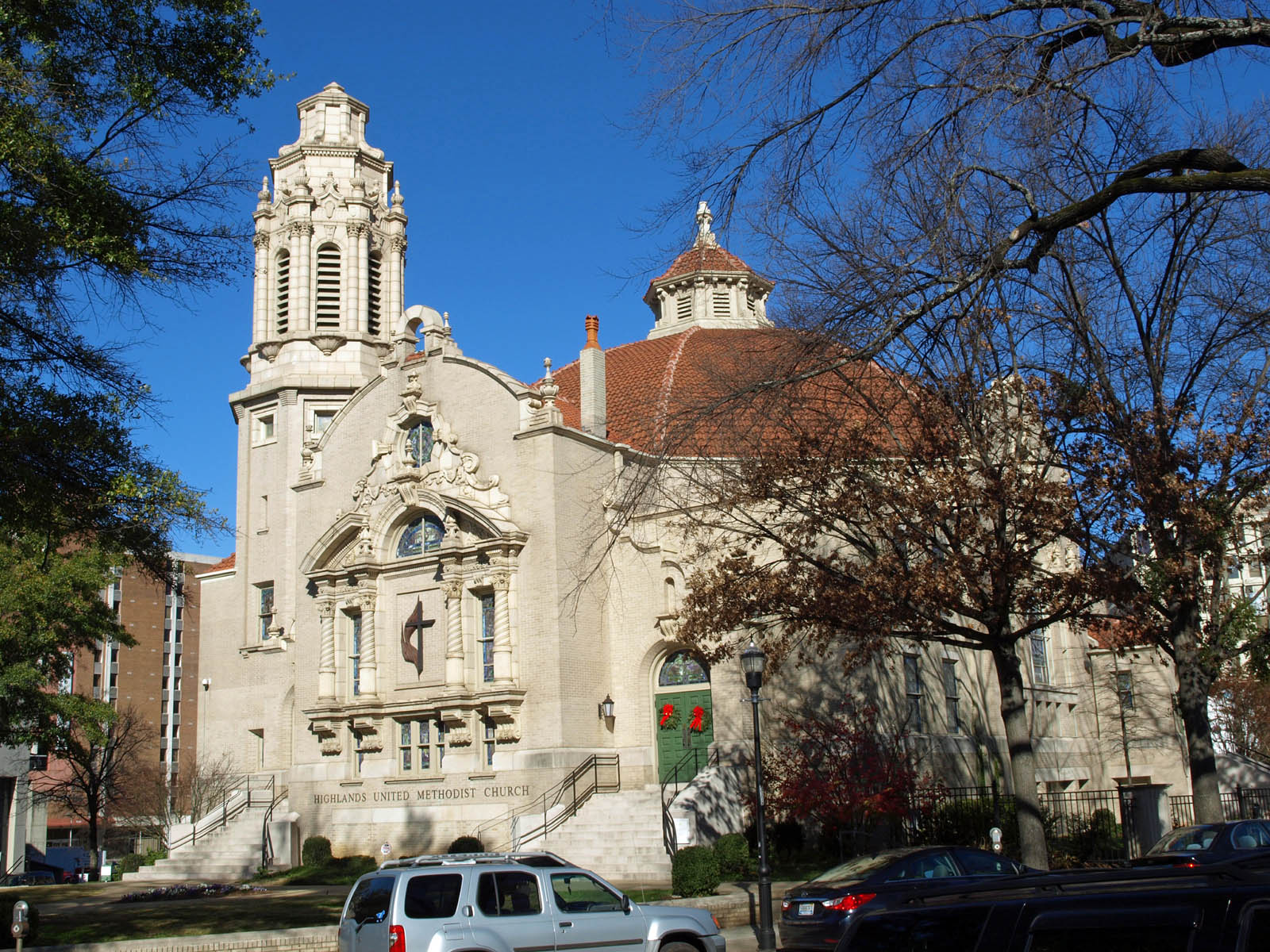
Iglesia Metodista Unida de Highlands en Birmingham, parte del distrito histórico Five Points South

En la Encuesta de identificación religiosa estadounidense de 2008, el 86% de los encuestados de Alabama declararon que su religión era cristiana, incluido un 6% católico, y un 11% que no tenía religión. La composición de otras tradiciones es 0,5% mormona, 0,5% judía, 0,5% musulmana, 0,5% budista y 0,5% hindú.
| Afiliación                     | % de la población |
| ------------------------------ | ----------------- |
| 'Cristiano'                    | 86%               |
| Protestante evangélico         | 49%               |
| Iglesia Negra                  | 16%               |
| Protestante tradicional        | 13%               |
| Católico                       | 7%                |
| Mormón                         | 1%                |
| Testigo de Jéhova              | 0.1%              |
| Ortodoxo                       | 0.1%              |
| Otro cristiano                 | 0.1%              |
| No afiliado                    | 12%               |
| Ninguna en particular          | 9%                |
| Agnóstico                      | 1%                |
| Ateo                           | 1%                |
| Religiones no cristianas       | 1%                |
| Judío                          | 0.2%              |
| Musulmán                       | 0.2%              |
| Budista                        | 0.2%              |
| Hindú                          | 0,2%              |
| Otras religiones no cristianas | 0,2%              |
| No sabe/rechazo responder      | 1%                |

Alabama está situada en el centro del Cinturón Bíblico, una región de numerosos cristianos protestantes. Alabama ha sido identificado como uno de los estados más religiosos de los Estados Unidos, con aproximadamente el 58% de la población asistiendo a la iglesia regularmente. La mayoría de las personas en el estado se identifican como protestantes evangélicos. A partir de 2010, los tres grupos denominacionales más grandes en Alabama son la Convención Bautista del Sur, la Iglesia Metodista Unida y los protestantes evangélicos no denominacionales.
En Alabama, la Convención Bautista del Sur tiene el mayor número de seguidores, con 1.380.121; le sigue la Iglesia Metodista Unida, con 327.734 seguidores, la Iglesia Evangélica Protestante no confesional, con 220.938 seguidores, y la Iglesia Católica, con 150.647 seguidores. Muchas congregaciones bautistas y metodistas se establecieron durante el Gran Despertar de principios del siglo XIX, cuando los predicadores hicieron proselitismo en todo el Sur. Las Asambleas de Dios tenían casi 60.000 miembros, las Iglesias de Cristo tenían casi 120.000 miembros. Las iglesias presbiterianas, fuertemente asociadas con los inmigrantes escoceses-irlandeses del siglo XVIII y sus descendientes, tenían una membresía combinada de alrededor de 75.000 (PCA—28.009 miembros en 108 congregaciones, PC(EE. UU.)—26.247 miembros en 147 congregaciones, la Iglesia Presbiteriana de Cumberland—6.000 miembros en 59 congregaciones, la Iglesia Presbiteriana de Cumberland en América—5.000 miembros y cincuenta congregaciones más la EPC y los Presbiterianos Reformados Asociados con 230 miembros y nueve congregaciones).
En una encuesta de 2007, casi el 70% de los encuestados podía nombrar los cuatro evangelios cristianos. De los que indicaron una preferencia religiosa, el 59% dijo que poseía una "comprensión plena" de su fe y no necesitaba aprender más. En una encuesta de 2007, el 92% de los habitantes de Alabama afirmó tener al menos cierta confianza en las iglesias del estado.
Aunque en números mucho menores, muchas otras religiones también están representadas en el estado, incluido el judaísmo, el islam, el hinduismo, el budismo, el sijismo, la fe bahá'í y el unitarismo universalista.

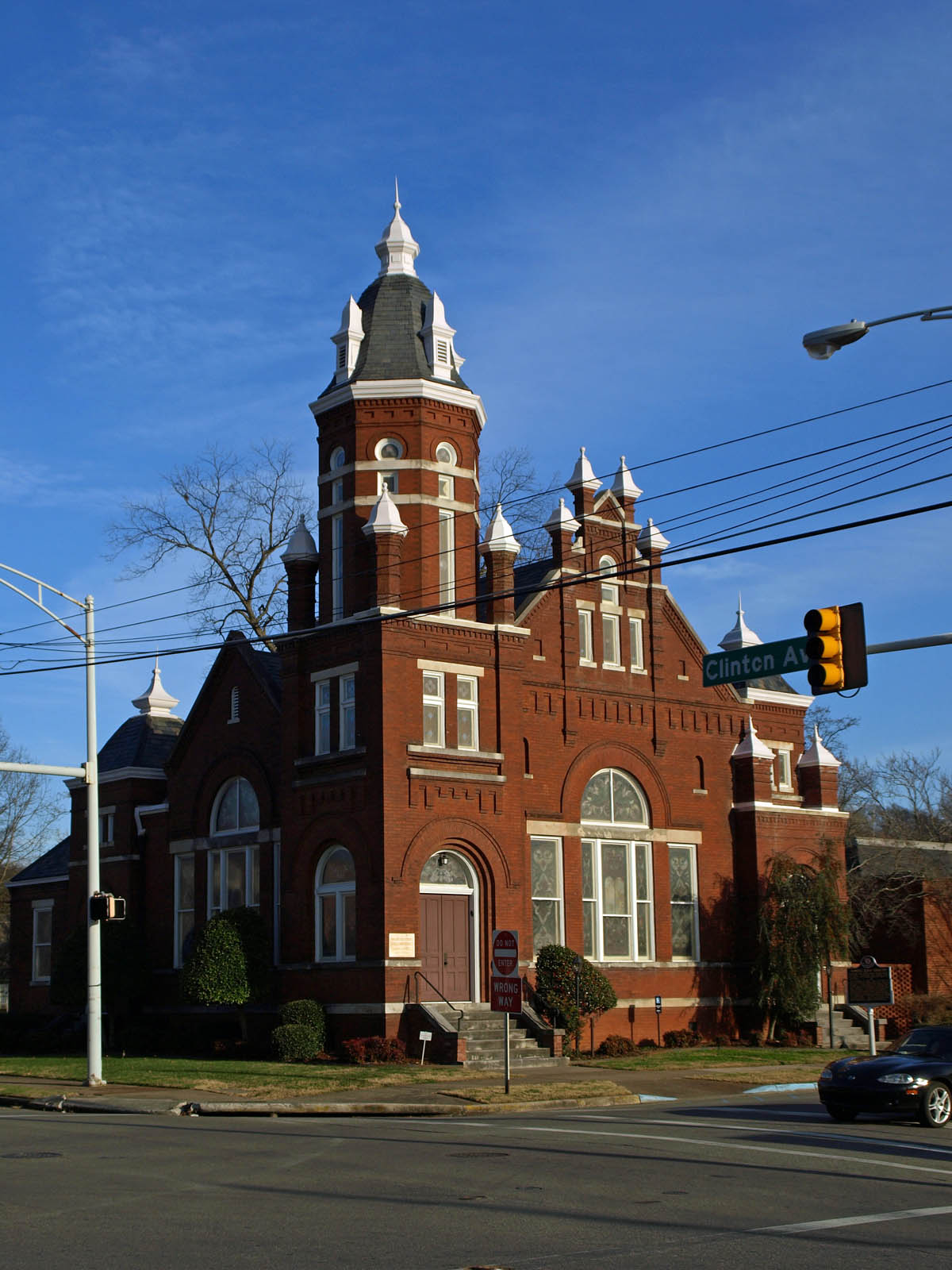
Templo B'Nai Sholom en Huntsville, establecido en 1876. Es la sinagoga más antigua en uso continuo en el estado.

Los judíos han estado presentes en lo que hoy es Alabama desde 1763, durante la era colonial de Mobile, cuando los judíos sefardíes inmigraron desde Londres. La congregación judía más antigua del estado es la Congregación Sha'arai Shomayim en Mobile. Fue reconocida formalmente por la legislatura estatal el 25 de enero de 1844.Los inmigrantes posteriores en los siglos XIX y XX tendían a ser judíos asquenazíes de Europa del este. Las denominaciones judías en el estado incluyen dos sinagogas ortodoxas, cuatro conservadoras, diez reformistas y una humanista.
El número de musulmanes ha ido aumentando en Alabama: en 2011 se habían construido 31 mezquitas, muchas de ellas por conversos afroamericanos.
Varios templos hindúes y centros culturales en el estado han sido fundados por inmigrantes indios y sus descendientes, siendo los más conocidos el Shri Swaminarayan Mandir en Birmingham, el templo Hindú y centro cultural de Birmingham en Pelham, el centro cultural Hindú del Norte de Alabama en Capshaw, y el Mandir Hindú y centro cultural en Tuscaloosa.

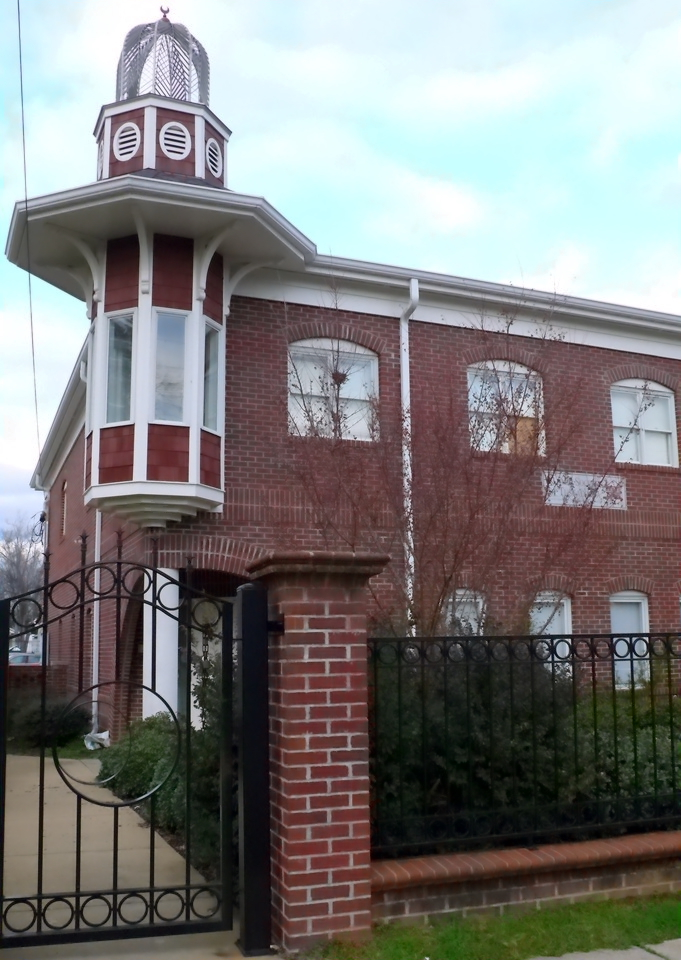
Centro Islámico de Tuscaloosa

Existen seis centros y organizaciones de Dharma para los budistas Theravada. La mayoría de los templos budistas monásticos se concentran en el sur del condado de Mobile, cerca de Bayou La Batre. Esta zona ha atraído una afluencia de refugiados de Camboya, Laos y Vietnam durante la década de 1970 y posteriormente. Los cuatro templos en un radio de diez millas de Bayou La Batre incluyen Chua Chanh Giac, Wat Buddharaksa y Wat Lao Phoutthavihan.
La primera comunidad de seguidores de la fe bahá'í en Alabama fue fundada en 1896 por Paul K. Dealy, quien se mudó de Chicago a Fairhope. Existen centros bahá'ís en Alabama en Birmingham, Huntsville y Florence.

### Salud
En 2018, la esperanza de vida en Alabama era de 75,1 años, por debajo del promedio nacional de 78,7 años y es la tercera esperanza de vida más baja del país. Los factores que pueden causar una menor esperanza de vida son la mortalidad materna, el suicidio y los delitos con armas de fuego.
Un estudio de los Centros para el Control y la Prevención de Enfermedades de 2008 mostró que la obesidad en Alabama es un problema, ya que la mayoría de los condados tienen más del 29 % de adultos obesos, excepto diez que tenían una tasa de entre el 26 % y el 29 %. Los residentes del estado, junto con los de otros cinco estados, eran los menos propensos del país a ser físicamente activos durante el tiempo libre. Alabama, y el sureste de los EE. UU. en general, tiene una de las incidencias más altas de diabetes de inicio en la edad adulta en el país, superando el 10 % de los adultos.

### Principales ciudades (2020)
En la gráfica se muestran las 10 ciudades con más población contando solo la ciudad, sin incluir Áreas Conurbadas, Condado o Zona Metropolitana.

## Economía
El estado ha invertido en la industria aeroespacial, la educación, la atención sanitaria, la banca y varias industrias pesadas, entre ellas la fabricación de automóviles, la extracción de minerales y la producción y fabricación de acero. En 2006, la producción agrícola y ganadera de Alabama estaba valorada en 1.500 millones de dólares. En contraste con la economía principalmente agrícola del siglo anterior, esto representaba sólo alrededor del uno por ciento del producto interior bruto del estado. El número de granjas privadas ha disminuido a un ritmo constante desde la década de 1960, a medida que se han vendido tierras a promotores inmobiliarios, empresas madereras y grandes conglomerados agrícolas.

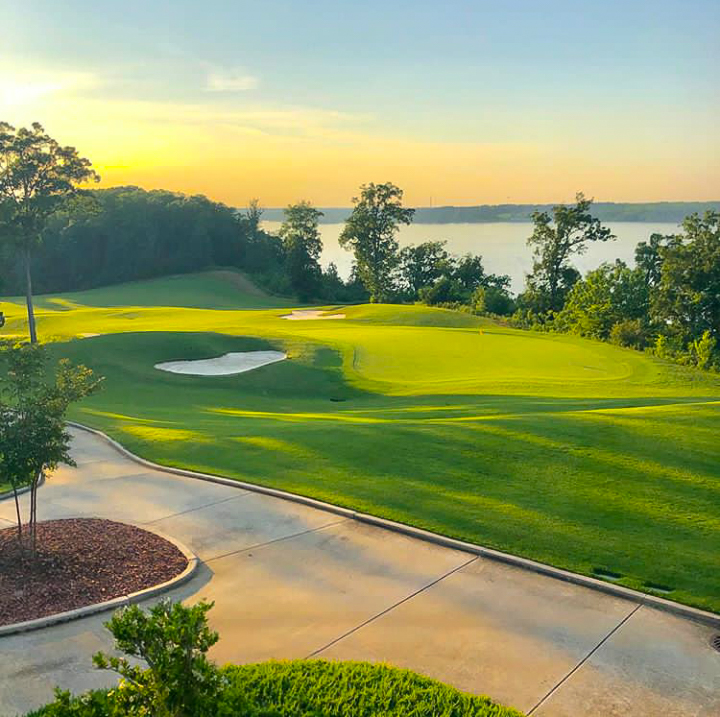
El Robert Trent Jones Golf Trail tiene un gran impacto económico en el estado.

En 2008, el empleo no agrícola fue de 121.800 en ocupaciones de gestión; 71.750 en operaciones comerciales y financieras; 36.790 en ocupaciones relacionadas con la informática y las matemáticas; 44.200 en arquitectura e ingeniería; 12.410 en ciencias biológicas, físicas y sociales; 32.260 en servicios comunitarios y sociales; 12.770 en ocupaciones legales; 116.250 en educación, formación y servicios bibliotecarios; 27.840 en ocupaciones de arte, diseño y medios de comunicación; 121.110 en atención sanitaria; 44.750 en extinción de incendios, aplicación de la ley y seguridad; 154.040 en preparación y servicio de alimentos; 76.650 en limpieza y mantenimiento de edificios y terrenos; 53.230 en cuidado y servicios personales; 244.510 en ventas; 338.760 en apoyo de oficina y administración; 20.510 en agricultura, pesca y silvicultura; 120.155 en construcción y extracción de minería, gas y petróleo; 106.280 en instalación, mantenimiento y reparación; 224.110 en producción; y 167.160 en transporte y movimiento de materiales.

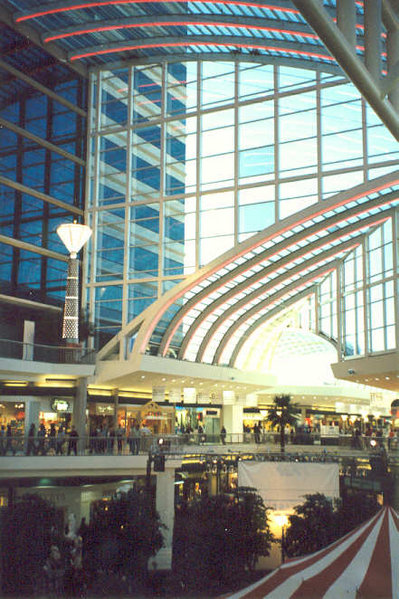
La Riverchase Galleria en Hoover, uno de los centros comerciales más grandes del sureste

Según la Oficina de Análisis Económico de Estados Unidos, el producto bruto estatal total de 2008 fue de 170 mil millones de dólares, o 29.411 dólares per cápita. El PIB de Alabama en 2012 aumentó un 1,2% con respecto al año anterior. El mayor aumento se produjo en el área de la información. En 2010, el ingreso per cápita del estado fue de 22.984 dólares.
La tasa de desempleo ajustada estacionalmente del estado fue del 5,8 % en abril de 2015. Esto se compara con una tasa ajustada estacionalmente a nivel nacional del 5,4 %.
Alabama no tiene salario mínimo y en febrero de 2016 aprobó una ley que impide a los municipios establecer uno (una ordenanza de la ciudad de Birmingham habría aumentado el suyo a 10,10 dólares).
En 2018, Alabama tenía la sexta tasa de pobreza más alta entre los estados de los EE. UU. En 2017, el relator especial de las Naciones Unidas, Philip Alston, recorrió partes de la zona rural de Alabama y observó condiciones ambientales que, según él, eran más pobres que en cualquier otro lugar que hubiera visto en el mundo desarrollado.

### Empleadores más grandes

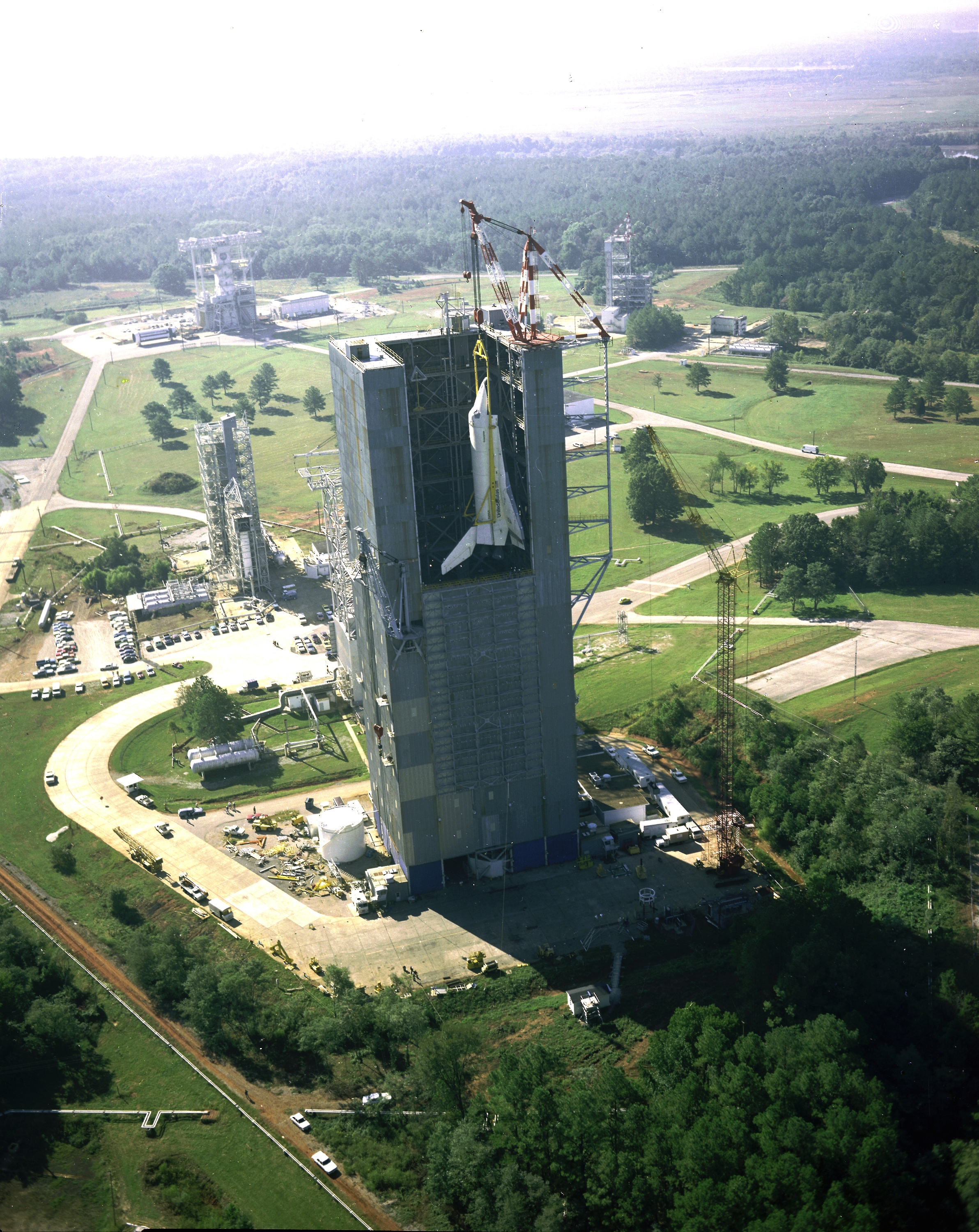
El transbordador espacial Enterprise durante las pruebas en el Centro Marshall de Vuelos Espaciales en 1978.

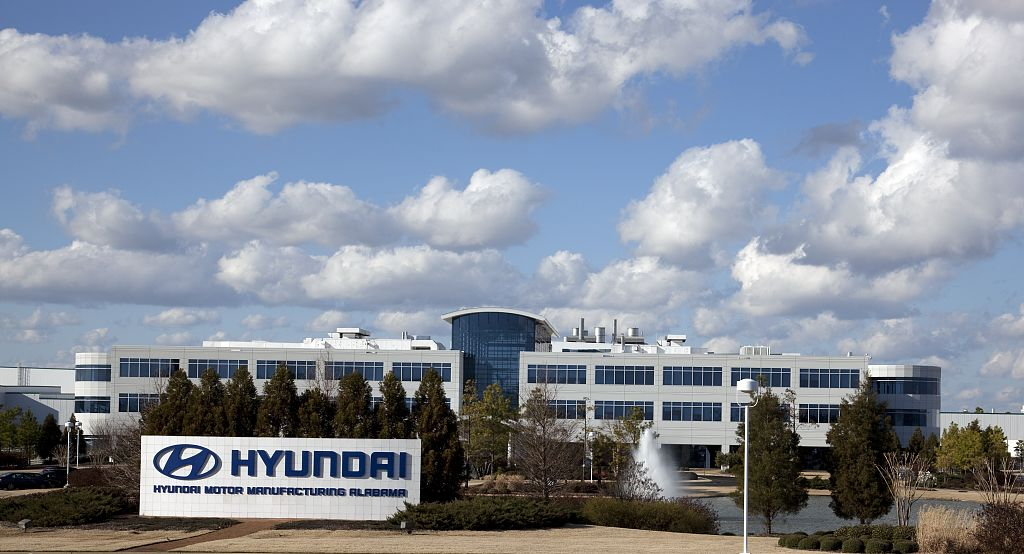
Hyundai Motor Manufacturing Alabama en Montgomery en 2010.

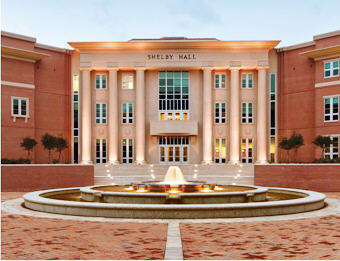
Shelby Hall, Facultad de Informática de la Universidad del Sur de Alabama en Mobile.

Los cinco empleadores que emplearon a más empleados en Alabama en abril de 2011 fueron:
| Empleador                                                       | Empleados |
| --------------------------------------------------------------- | --------- |
| Redstone Arsenal                                                | 25.373    |
| Universidad de Alabama en Birmingham (incluye el Hospital UAB ) | 18.750    |
| Base de la Fuerza Aérea Maxwell                                 | 12.280    |
| Gobierno del Estado de Alabama                                  | 9.500     |
| Sistema de Escuelas Públicas del Condado de Mobile              | 8.100     |

Los veinte empleadores más importantes, en 2011, incluían:
| Empleador                                   | Ubicación  |
| ------------------------------------------- | ---------- |
| Depósito del Ejército de Anniston           | Anniston   |
| AT&T                                        | Múltiple   |
| Universidad de Auburn                       | Auburn     |
| Centro Médico Bautista Sur                  | Montgomery |
| Escuelas de la ciudad de Birmingham         | Birmingham |
| Gobierno de la ciudad de Birmingham         | Birmingham |
| Sistema de Salud DCH                        | Tuscaloosa |
| Escuelas de la ciudad de Huntsville         | Huntsville |
| Sistema hospitalario de Huntsville          | Huntsville |
| Hyundai Motor Manufacturing Alabama         | Montgomery |
| Sistema de Salud de Enfermería              | Mobile     |
| Junta de Educación del Condado de Jefferson | Birmingham |
| Centro Marshall de Vuelos Espaciales        | Huntsville |
| Mercedes-Benz U. S. International           | Vance      |
| Escuelas Públicas de Montgomery             | Montgomery |
| Corporación Financiera Regiones             | Múltiple   |
| Boeing                                      | Múltiple   |
| Universidad de Alabama                      | Tuscaloosa |
| Universidad del Sur de Alabama              | Mobile     |
| Walmart                                     | Múltiple   |

### Agricultura
La producción agrícola de Alabama incluye aves de corral y huevos, ganado, pescado, productos de vivero, cacahuetes, algodón, cereales como el maíz y el sorgo, verduras, leche, soja y melocotones. Aunque se lo conoce como "el estado del algodón", Alabama ocupa entre el octavo y el décimo lugar en la producción nacional de algodón, según varios informes, y Texas, Georgia y Misisipi ocupan los tres primeros puestos.

### Acuicultura
La acuicultura es una parte importante de la economía de Alabama. Los habitantes de Alabama comenzaron a practicar la acuicultura a principios de la década de 1960. El bagre criado en granjas de Estados Unidos es el octavo producto de marisco más popular en Estados Unidos. En 2008, aproximadamente 4000 personas en Alabama estaban empleadas por la industria del bagre y Alabama produjo 132 millones de libras de bagre.En 2020, Alabama produjo 1⁄3 del bagre criado en granjas de Estados Unidos.Las ventas totales de bagre criado en Alabama en 2020 ascendieron a 307 millones de dólares, pero en 2020 el empleo total de los habitantes de Alabama se redujo a 2442.
Desde principios de la década de 2000 hasta 2020, la industria del bagre de Alabama ha disminuido de 250 granjas y 4 procesadores a 66 granjas y 2 procesadores.Las razones de esta disminución incluyen el aumento de los precios de los alimentos, las alternativas al bagre, el impacto de la COVID-19 en las ventas de los restaurantes, las enfermedades y el tamaño de los peces.

### Industria
La producción industrial de Alabama incluye productos de hierro y acero (incluidos tubos de acero y de hierro fundido); papel, madera y productos de madera; minería (principalmente carbón); productos plásticos; automóviles y camiones; y prendas de vestir. Además, Alabama produce productos aeroespaciales y electrónicos, principalmente en el área de Huntsville, donde se encuentra el Centro de Vuelos Espaciales George C. Marshall de la NASA y el Comando de Material del Ejército de los Estados Unidos, con sede en el Arsenal de Redstone.
Gran parte del crecimiento económico de Alabama desde la década de 1990 se ha debido a la creciente industria manufacturera de automóviles del estado. En el estado se encuentran Honda Manufacturing of Alabama, Hyundai Motor Manufacturing Alabama, Mercedes-Benz U.S. International y Toyota Motor Manufacturing Alabama, así como sus diversos proveedores. Desde 1993, la industria automotriz ha generado más de 67.800 nuevos puestos de trabajo en el estado. Alabama ocupa actualmente el cuarto lugar en la nación en exportaciones de vehículos.
Los fabricantes de automóviles representaron aproximadamente un tercio de la expansión industrial en el estado en 2012. Los ocho modelos producidos en las fábricas de automóviles del estado totalizaron ventas combinadas de 74.335 vehículos en 2012. Las ventas de modelos más fuertes durante este período fueron el automóvil compacto Hyundai Elantra, el vehículo utilitario deportivo Mercedes-Benz GL-Class y la camioneta utilitaria deportiva Honda Ridgeline.

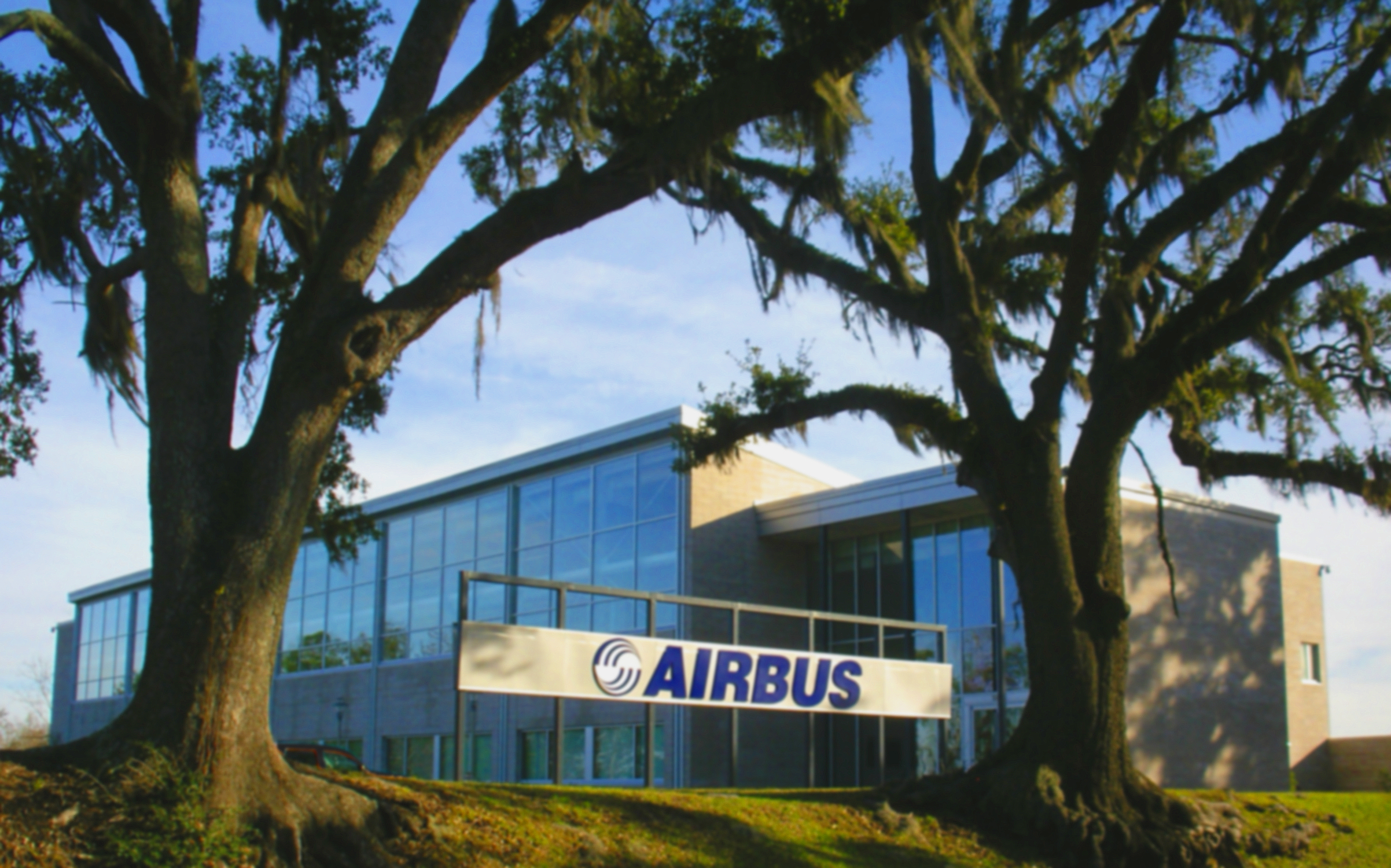
Airbus Mobile Engineering Center en Brookley Aeroplex, Mobile

Los productores de acero Outokumpu, Nucor, SSAB, ThyssenKrupp y U.S. Steel tienen instalaciones en Alabama y emplean a más de 10.000 personas. En mayo de 2007, la siderúrgica alemana ThyssenKrupp seleccionó a Calvert en el condado de Mobile para una instalación de procesamiento combinada de acero inoxidable y acero al carbono de 4.650 millones de dólares. La división de acero inoxidable de ThyssenKrupp, Inoxum, incluida la parte de acero inoxidable de la planta de Calvert, se vendió a la empresa finlandesa de acero inoxidable Outokumpu en 2012. La parte restante de la planta de ThyssenKrupp tuvo ofertas finales presentadas por ArcelorMittal y Nippon Steel por 1.600 millones de dólares en marzo de 2013. Companhia Siderúrgica Nacional presentó una oferta combinada para la planta de Calvert, más una participación mayoritaria en la planta de ThyssenKrupp en Brasil, por 3.800 millones de dólares. En julio de 2013, la planta fue vendida a ArcelorMittal y Nippon Steel.
Hunt Refining Company, una subsidiaria de Hunt Consolidated, Inc., tiene su sede en Tuscaloosa y opera una refinería allí. La empresa también opera terminales en Mobile, Melvin y Moundville.JVC America, Inc. opera una planta de replicación y empaquetado de discos ópticos en Tuscaloosa.
La empresa Goodyear Tire and Rubber Company tiene una gran planta en Gadsden que emplea a unas 1.400 personas y está en funcionamiento desde 1929.
La construcción de una planta de ensamblaje de aviones de la familia Airbus A320 en Mobile fue anunciada formalmente por el CEO de Airbus, Fabrice Brégier, desde el Centro de Convenciones de Mobile el 2 de julio de 2012. Los planes incluyen una fábrica de 600 millones de dólares en Brookley Aeroplex para el ensamblaje de los aviones A319, A320 y A321. La construcción comenzó en 2013 y se prevé que esté operativa en 2015 y produzca hasta 50 aviones al año en 2017. La planta de ensamblaje es la primera fábrica de la compañía que se construye en los Estados Unidos. El 1 de febrero de 2013, se anunció que Airbus había contratado a Hoar Construction, con sede en Alabama, para supervisar la construcción de la instalación. La fábrica se inauguró oficialmente el 14 de septiembre de 2015 y abarca una superficie de un millón de pies cuadrados en 53 acres de pastizales planos.

### Turismo y entretenimiento

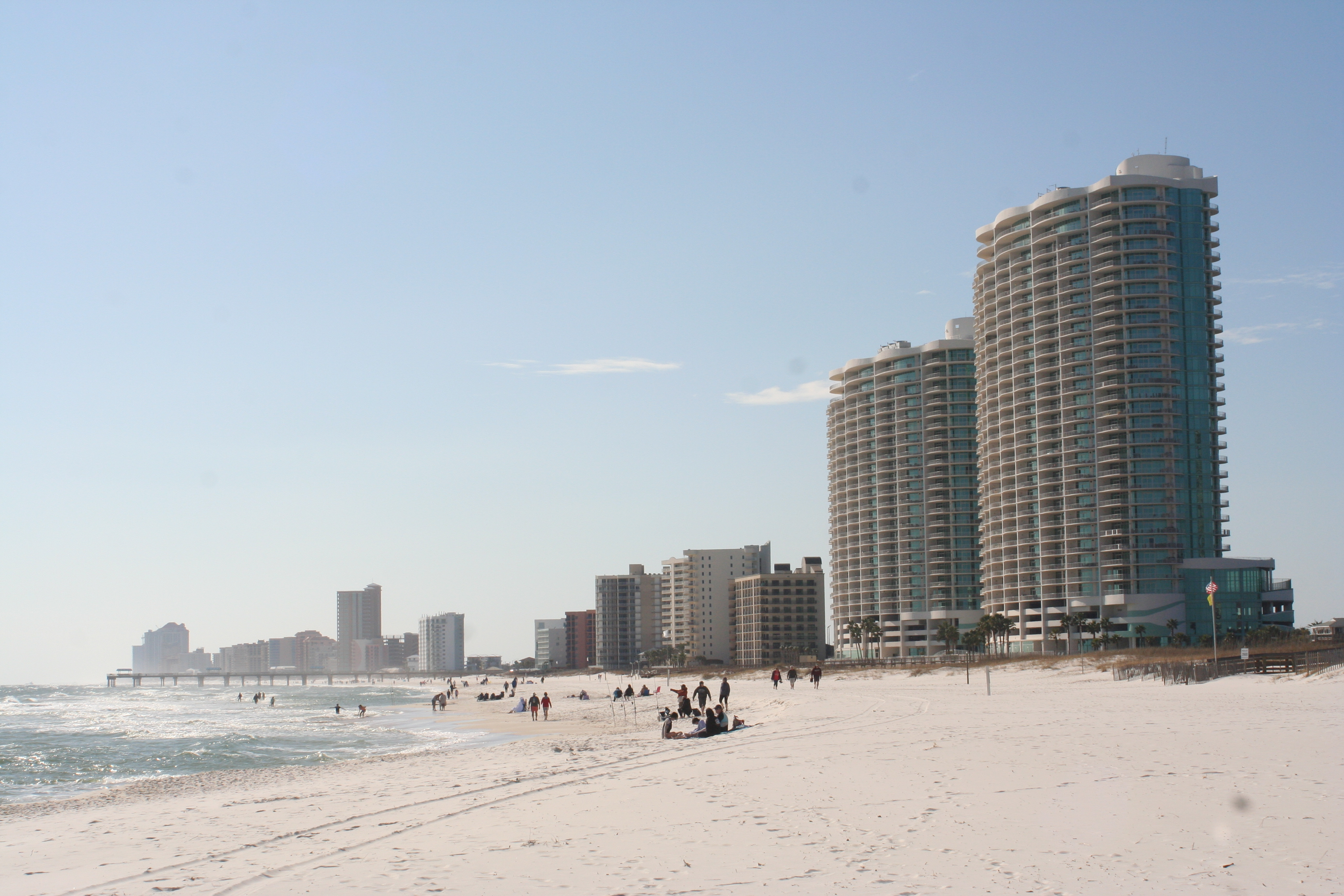
Las playas de Alabama son uno de los principales destinos turísticos del estado.

Según Business Insider, Alabama ocupó el puesto 14 entre los estados más populares para visitar en 2014. Se estima que 26 millones de turistas visitaron el estado en 2017 y gastaron $14.3 mil millones, proporcionando directa o indirectamente 186,900 empleos en el estado, lo que incluye 362,000 turistas internacionales que gastaron $589 millones.
El estado alberga varias atracciones, características naturales, parques y eventos que atraen a visitantes de todo el mundo, en particular el anual Festival de Música Hangout, que se celebra en las playas públicas de Gulf Shores; el Festival de Shakespeare de Alabama, uno de los diez festivales de Shakespeare más grandes del mundo; el Robert Trent Jones Golf Trail, una colección de campos de golf de calibre de campeonato distribuidos por todo el estado; casinos como Victoryland; parques de atracciones como Alabama Splash Adventure; Riverchase Galleria, uno de los centros comerciales más grandes del sureste; el Lago Guntersville, votado como el mejor lago de Alabama por los lectores de la revista Southern Living; y el Museo de Historia Natural de Alabama, el museo más antiguo del estado.

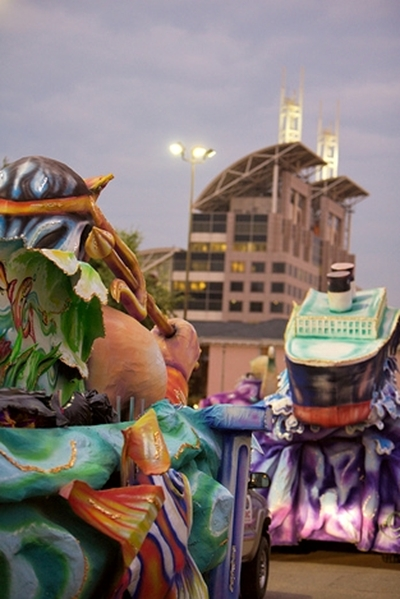
Mobile es la cuna del Mardi Gras en Estados Unidos.

Mobile es conocida por tener la celebración de Mardi Gras organizada más antigua de los Estados Unidos, que comenzó en 1703. También fue sede del primer desfile de Mardi Gras organizado formalmente en los EE. UU. en 1830, una tradición que continúa hasta el día de hoy. Mardi Gras es un feriado estatal oficial en los condados de Mobile y Baldwin.
En 2018, el desfile de Mardi Gras de Mobile fue el evento más importante del estado, con la mayor cantidad de turistas, con una asistencia de 892.811. La principal atracción fue el U.S. Space & Rocket Center en Huntsville, con una asistencia de 849.981, seguido por el zoológico de Birmingham, con 543.090. De los parques y destinos naturales, la Costa del Golfo de Alabama encabezó la lista con 6.700.000 visitantes.
Alabama ha sido históricamente una región popular para rodajes de películas debido a sus diversos paisajes y contrastes de entornos. Las películas filmadas en Alabama incluyen Encuentros cercanos del tercer tipo, ¡Huye!, 42, Selma, Big Fish, Destino final, Due Date y Need for Speed.

### Cuidado de la salud
El Hospital UAB, el Hospital Universitario USA Health, el Hospital Huntsville y el Hospital Infantil de Alabama son los únicos centros de traumatología de Nivel I en Alabama. La UAB es el mayor empleador del gobierno estatal en Alabama, con una fuerza laboral de aproximadamente 18.000 personas. Un estudio de 2017 encontró que Alabama tenía el mercado de seguros de salud menos competitivo del país, con Blue Cross and Blue Shield of Alabama con una participación de mercado del 84%, seguido de UnitedHealth Group con el 7%.

### Banca

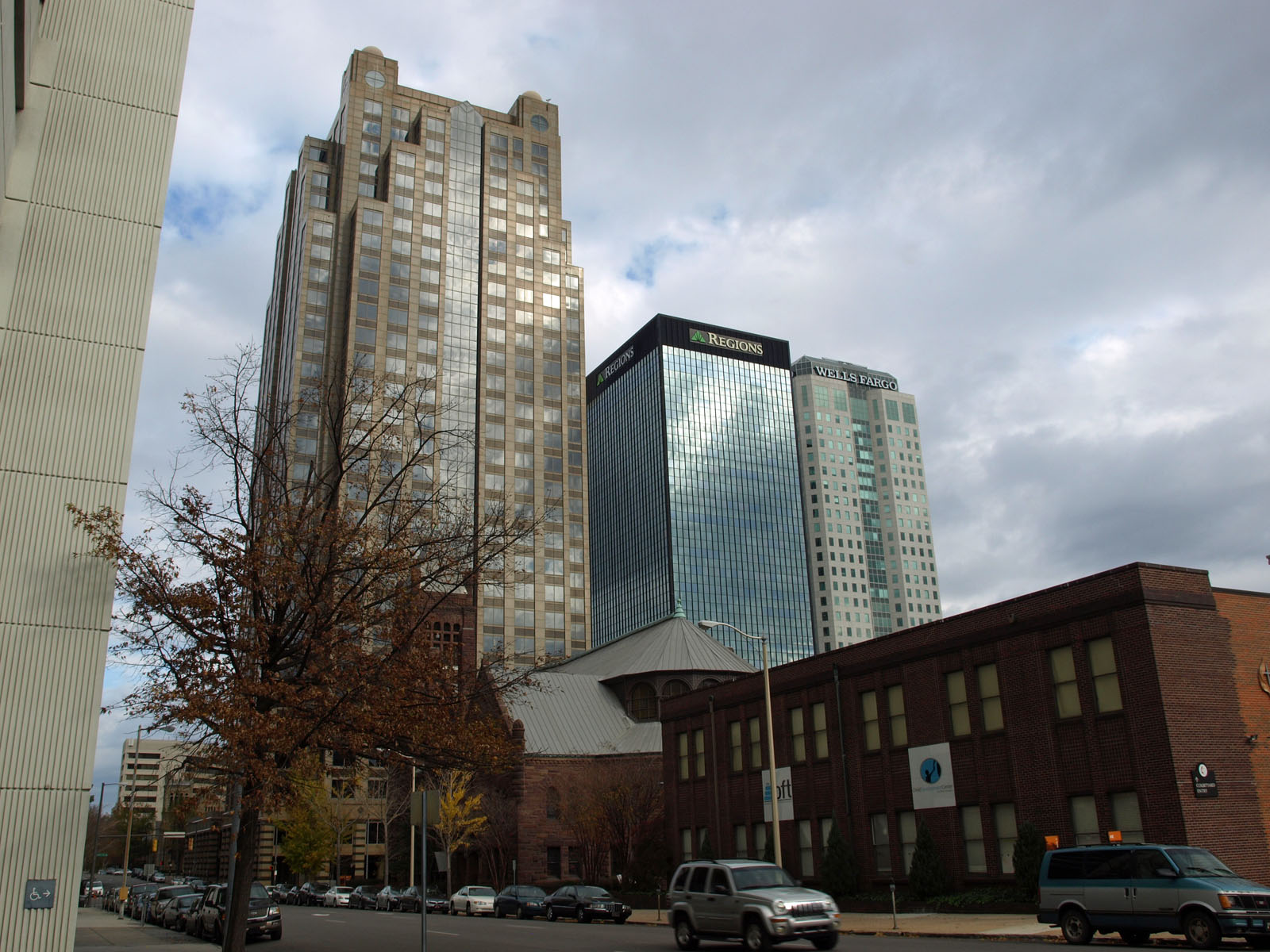
Regions-Harbert Plaza, Regions Center y Wells Fargo Tower en el distrito financiero de Birmingham

Regions Financial Corporation es el banco más grande con sede o que opera en Alabama. PNC Financial Services y Wells Fargo también tienen una importante presencia en Alabama.
Wells Fargo tiene una sede regional, un campus de operaciones y un centro de datos de 400 millones de dólares en Birmingham. Muchos bancos más pequeños también tienen su sede en el área de Birmingham, incluidos ServisFirst y New South Federal Savings Bank. Birmingham también es la sede de varias grandes empresas de gestión de inversiones, incluida Harbert Management Corporation.

### Electrónica y comunicaciones
El proveedor de telecomunicaciones AT&T, anteriormente BellSouth, tiene una importante presencia en Alabama con varias oficinas grandes en Birmingham.
Muchas empresas de tecnología tienen su sede en Huntsville, como ADTRAN, una empresa de acceso a redes; Intergraph, una empresa de gráficos por computadora; y Avocent, una empresa de infraestructura de TI.

### Construcción
Brasfield & Gorrie, BE&K, Hoar Construction y B.L. Harbert International, con sede en Alabama y subsidiarias de URS Corporation, aparecen regularmente en las listas de Engineering News-Record de las principales empresas internacionales de diseño, construcción e ingeniería.

## Ley y gobierno

### Gobierno estatal

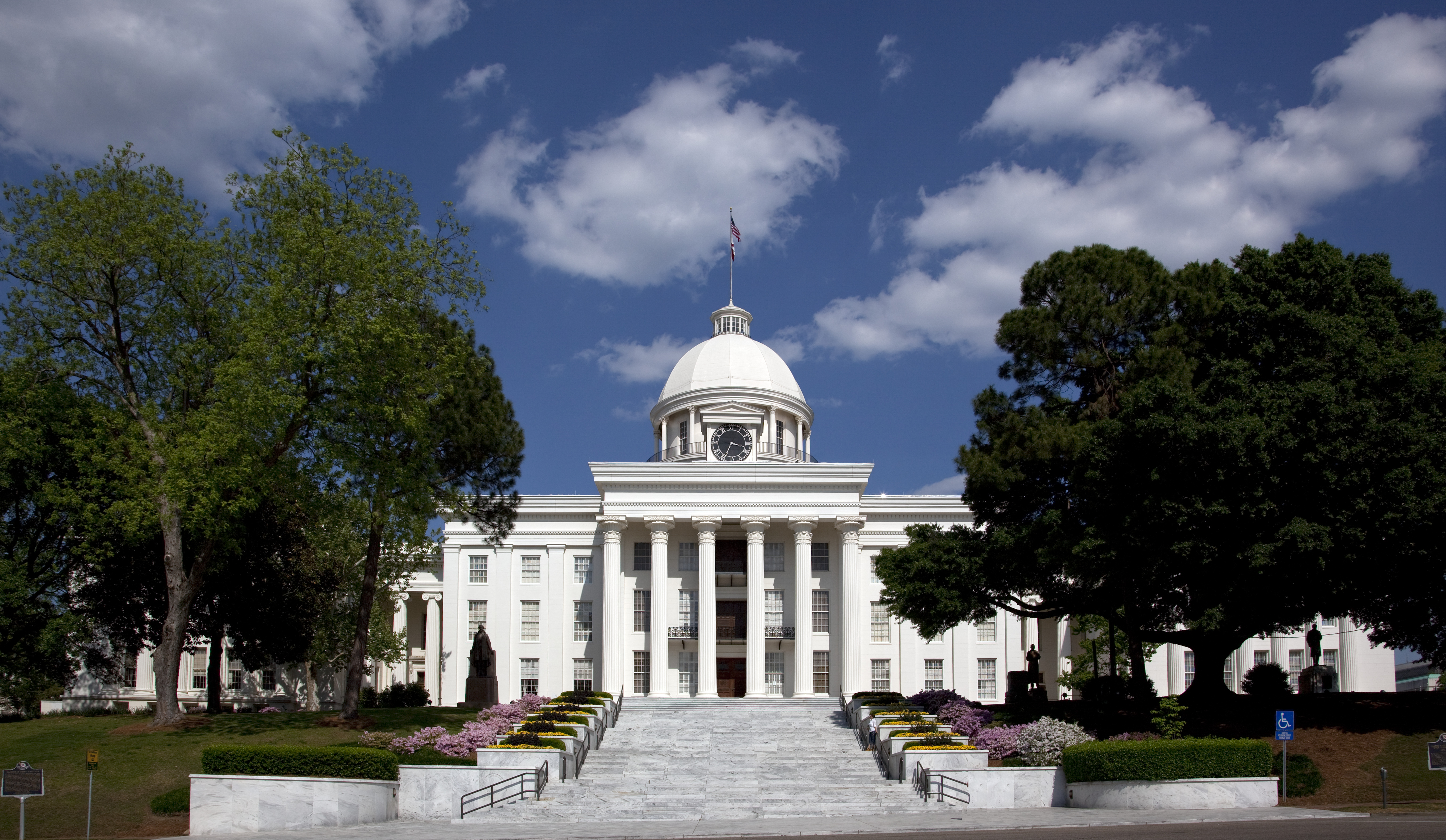
El edificio del Capitolio estatal en Montgomery, terminado en 1851

El documento fundacional del gobierno de Alabama es la Constitución de Alabama, la actual fue adoptada en 2022. La antigua constitución de Alabama adoptada en 1901 fue, con más de 850 enmiendas y casi 87.000 palabras, según algunos cálculos la constitución más larga del mundo y aproximadamente cuarenta veces la longitud de la Constitución de los Estados Unidos.
Ha habido un movimiento significativo para reescribir y modernizar la constitución de Alabama. Los críticos han argumentado que la constitución de Alabama mantiene un poder altamente centralizado en la legislatura estatal, dejando prácticamente ningún poder en manos locales. La mayoría de los condados no tienen autonomía. Cualquier cambio de política propuesto en diferentes áreas del estado debe ser aprobado por toda la legislatura de Alabama y, con frecuencia, por referéndum estatal. La constitución anterior fue particularmente criticada por su complejidad y extensión, codificando intencionalmente la segregación y el racismo.

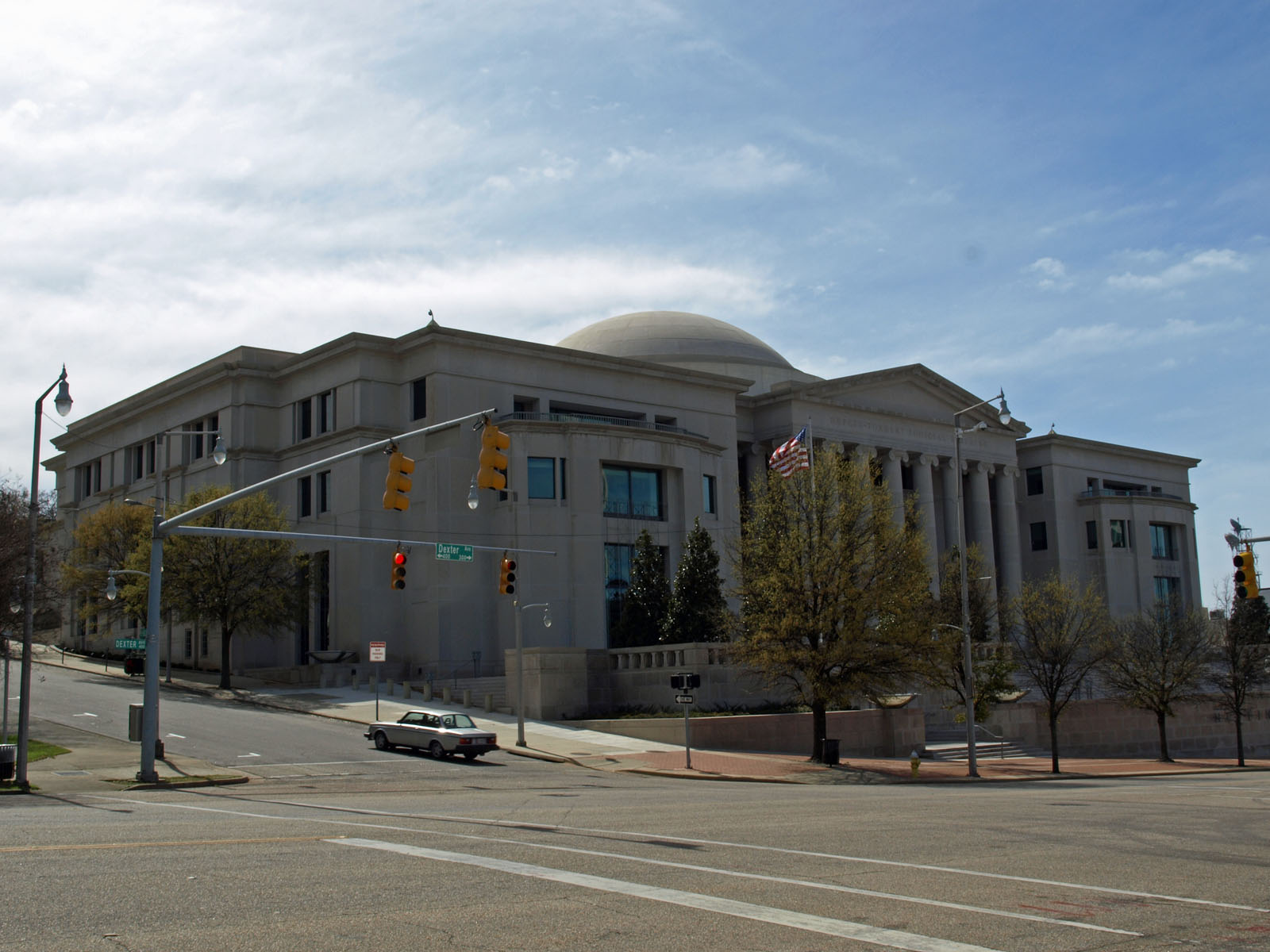
Edificio judicial Heflin-Torbert en Montgomery. Alberga la Corte Suprema de Alabama, el Tribunal de Apelaciones Civiles de Alabama y el Tribunal de Apelaciones Penales de Alabama.

El gobierno de Alabama está dividido en tres poderes iguales. El poder legislativo es la Legislatura de Alabama, una asamblea bicameral compuesta por la Cámara de Representantes de Alabama, con 105 miembros, y el Senado de Alabama, con 35 miembros. La Legislatura es responsable de redactar, debatir, aprobar o rechazar la legislación estatal. El Partido Republicano actualmente tiene mayoría en ambas cámaras de la Legislatura. La Legislatura tiene el poder de anular un veto del gobernador por una mayoría simple (la mayoría de las legislaturas estatales requieren una mayoría de dos tercios para anular un veto).
Hasta 1964, el estado elegía a los senadores estatales sobre una base geográfica por condado, con uno por condado. No había redistribuido los distritos del Congreso desde la aprobación de su constitución en 1901; como resultado, las áreas urbanizadas estaban groseramente subrepresentadas. Tampoco había cambiado los distritos legislativos para reflejar los censos decenales. En Reynolds v. Sims (1964), la Corte Suprema de los Estados Unidos implementó el principio de "un hombre, un voto", dictaminando que los distritos del Congreso tenían que ser redistribuidos en función de los censos (como el estado ya incluyó en su constitución pero no lo había implementado). Además, la corte dictaminó que ambas cámaras de las legislaturas estatales bicamerales tenían que ser distribuidas por población, ya que no había base constitucional para que los estados tuvieran sistemas basados en la geografía.
En ese momento, Alabama y muchos otros estados tuvieron que cambiar su distribución de distritos legislativos, ya que muchos en todo el país tenían sistemas que subrepresentaban a las áreas y distritos urbanos. Esto había provocado décadas de inversión insuficiente en esas áreas. Por ejemplo, los impuestos de Birmingham y el condado de Jefferson habían proporcionado un tercio del presupuesto estatal, pero el condado de Jefferson recibía solo 1/67 de los servicios estatales en financiación. A través de las delegaciones legislativas, la legislatura de Alabama mantuvo el control de los gobiernos de los condados.

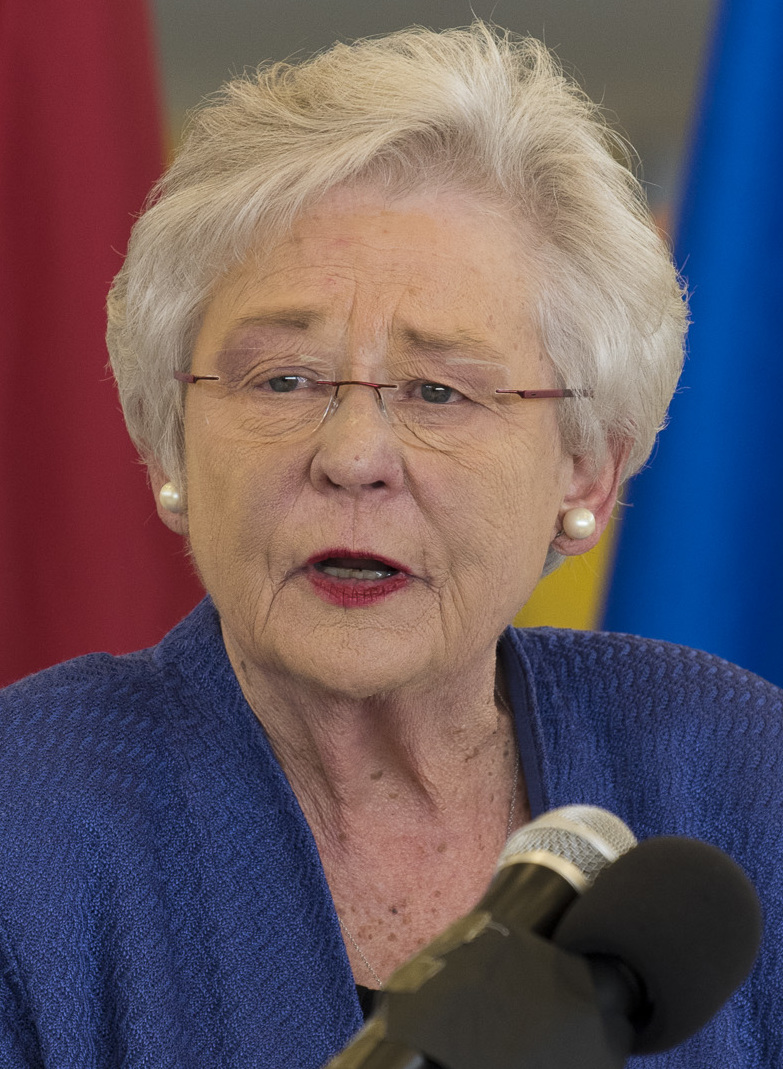
La republicana Kay Ivey es la Gobernadora de Alabama desde 2017.

El poder ejecutivo es responsable de la ejecución y supervisión de las leyes. Está encabezado por el Gobernador de Alabama. Otros miembros del poder ejecutivo son el gabinete, el vicegobernador de Alabama, el fiscal general de Alabama, el secretario de estado de Alabama, el tesorero del estado de Alabama y el auditor del estado de Alabama. La gobernadora actual es la republicana Kay Ivey.
Los miembros de la Legislatura toman posesión de su cargo inmediatamente después de las elecciones de noviembre. Los funcionarios estatales, como el gobernador, el vicegobernador, el fiscal general y otros funcionarios constitucionales, toman posesión de su cargo el siguiente enero.
El poder judicial es responsable de interpretar la Constitución de Alabama y aplicar la ley en casos civiles y penales estatales. El tribunal más alto del estado es la Corte Suprema de Alabama. Alabama utiliza elecciones partidistas para seleccionar a los jueces. Desde la década de 1980, las campañas judiciales se han politizado cada vez más. El actual presidente de la Corte Suprema de Alabama es el republicano Tom Parker. Todos los jueces en funciones de la Corte Suprema de Alabama son miembros del Partido Republicano. Hay dos tribunales de apelación intermedios, el Tribunal de Apelaciones Civiles y el Tribunal de Apelaciones Penales, y cuatro tribunales de primera instancia: el tribunal de circuito (tribunal de primera instancia de jurisdicción general) y los tribunales de distrito, sucesiones y municipales.
Alabama tiene la pena de muerte con métodos autorizados de ejecución que incluyen la silla eléctrica y la cámara de gas. Algunos críticos creen que la elección de jueces ha contribuido a una tasa extremadamente alta de ejecuciones. Alabama tiene la tasa de pena de muerte per cápita más alta del país. En algunos años, impone más sentencias de muerte que Texas, un estado que tiene una población cinco veces mayor. Sin embargo, las ejecuciones per cápita son significativamente más altas en Texas. Algunos de sus casos han sido muy controvertidos; la Corte Suprema de los Estados Unidos ha revocado 24 condenas en casos de pena de muerte. Fue el único estado que permitió a los jueces anular las decisiones del jurado sobre si utilizar o no una sentencia de muerte; en 10 casos, los jueces anularon sentencias de cadena perpetua sin libertad condicional que fueron votadas por unanimidad por los jurados.Esta autoridad judicial fue eliminada en abril de 2017.
El 14 de mayo de 2019, Alabama aprobó la Ley de Protección de la Vida Humana, que prohíbe el aborto en cualquier etapa del embarazo a menos que exista un "riesgo grave para la salud", sin excepciones en caso de violación e incesto. La ley somete a los médicos que realizan abortos a penas de entre 10 y 99 años de prisión. Originalmente, se suponía que la ley entraría en vigor el siguiente noviembre, pero el 29 de octubre de 2019, el juez de distrito de EE. UU. Myron Thompson bloqueó la entrada en vigor de la ley debido a que entraba en conflicto con el caso Roe v. Wade de la Corte Suprema de EE. UU. de 1973. El 24 de junio de 2022, después de que la Corte Suprema de EE. UU. revocara Roe v. Wade en Dobbs v. Jackson Women's Health Organization, el juez Thompson levantó la orden judicial, lo que permitió que la ley entrara en vigor.
Alabama es uno de los pocos estados que no permite la creación de loterías estatales.

### Impuestos
Los impuestos son recaudados por el Departamento de Ingresos de Alabama. Alabama aplica un impuesto sobre la renta personal del 2%, 4% o 5%, dependiendo de la cantidad ganada y el estado civil. Los contribuyentes pueden deducir su impuesto sobre la renta federal de su impuesto estatal de Alabama, incluso si toman la deducción estándar; aquellos que detallan también pueden deducir FICA (el impuesto de Seguridad Social y Medicare).
La tasa general de impuesto a las ventas del estado es del 4 %. Las tasas de impuesto a las ventas para ciudades y condados también se suman a las compras. Por ejemplo, la tasa total de impuesto a las ventas en el condado de Mobile es del 10 %, y hay un impuesto adicional a los restaurantes del 1 %, lo que significa que un comensal en el condado de Mobile pagaría un impuesto del 11 % por una comida.
En 2020, los impuestos sobre las ventas y los impuestos especiales en Alabama representaron el 38 % de todos los ingresos estatales y locales. Solo Alabama, Misisipi y Dakota del Sur gravan los alimentos a la tasa completa del impuesto sobre las ventas estatal.
La tasa impositiva sobre la renta corporativa en Alabama es del 6,5 %. La carga impositiva federal, estatal y local general en Alabama clasifica al estado como el segundo estado con menor carga impositiva del país. Los impuestos a la propiedad del 0,40 % del valor tasado por año son los segundos más bajos en los EE. UU., después de Hawái. La constitución del estado actualmente requiere un referéndum de los votantes para aumentar los impuestos a la propiedad.
Históricamente, un impuesto especial de Alabama "sobre el almacenamiento, uso u otro consumo en este estado de propiedad personal tangible comprada al por menor para almacenamiento, uso u otro consumo en este estado" fue el foco de un fallo de la Corte Suprema de los Estados Unidos de 1941, Curry v United States.

### Gobiernos locales y de condado
Véase también: Lista de condados de Alabama

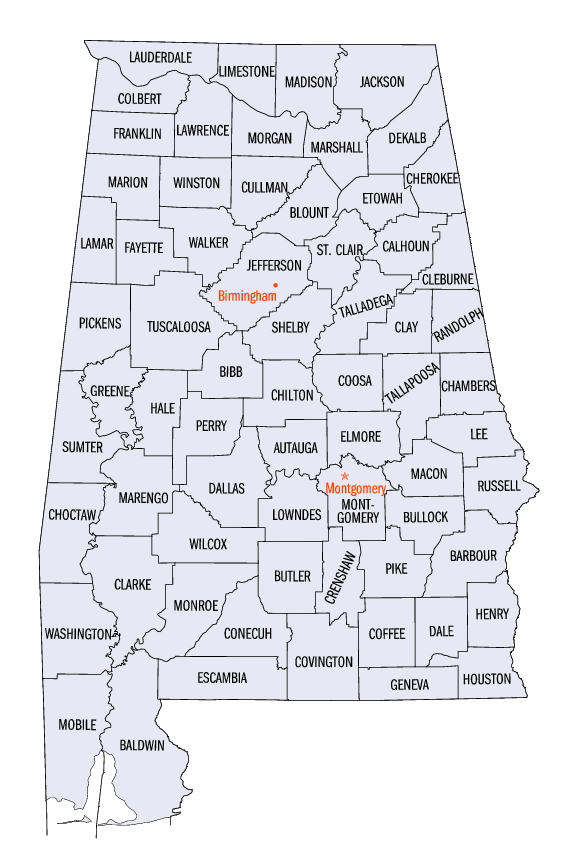
Mapa con los condados de Alabama

Alabama tiene 67 condados. Cada condado tiene su propia rama legislativa electa, generalmente llamada comisión del condado. También tiene autoridad ejecutiva limitada en el condado. Debido a las restricciones de la Constitución de Alabama, que centraliza el poder en la legislatura estatal, solo siete condados (Jefferson, Lee, Mobile, Madison, Montgomery, Shelby y Tuscaloosa) en el estado tienen autonomía limitada. En cambio, la mayoría de los condados del estado deben presionar al Comité de Legislación Local de la legislatura estatal para obtener la aprobación de políticas locales simples, que van desde la eliminación de desechos hasta la zonificación del uso de la tierra.
La legislatura estatal ha conservado el poder sobre los gobiernos locales al negarse a aprobar una enmienda constitucional que estableciera la autonomía para los condados, como recomendó la Comisión Constitucional de Alabama de 1973. Las delegaciones legislativas conservan ciertos poderes sobre cada condado. Las decisiones de la Corte Suprema de los Estados Unidos en Baker v. Carr (1964) exigieron que ambas cámaras tuvieran distritos establecidos sobre la base de la población, y redistribuidos después de cada censo, para implementar el principio de "un hombre, un voto". Antes de eso, cada condado estaba representado por un senador estatal, lo que llevó a una subrepresentación en el senado estatal para los condados más urbanizados y poblados. El sesgo rural de la legislatura estatal, que tampoco había redistribuido los escaños en la cámara estatal, afectó a la política hasta bien entrado el siglo XX, al no reconocer el auge de las ciudades industriales y las áreas urbanizadas.
"La falta de autonomía de los condados de Alabama ha dado lugar a la proliferación de leyes locales que permiten a los condados hacer cosas que no están autorizadas por la constitución estatal. La constitución de Alabama ha sido enmendada más de 700 veces, y casi un tercio de las enmiendas son de naturaleza local y se aplican a un solo condado o ciudad. Una parte importante de cada sesión legislativa se dedica a la legislación local, lo que quita tiempo y atención a los legisladores de cuestiones de importancia estatal".
Alabama es un estado con control de bebidas alcohólicas, lo que significa que el gobierno estatal tiene el monopolio de la venta de alcohol. La Junta de Control de Bebidas Alcohólicas de Alabama controla la venta y distribución de bebidas alcohólicas en el estado. Un total de 25 de los 67 condados son "condados secos" que prohíben la venta de alcohol, y hay muchos municipios secos en condados que permiten la venta de alcohol.
| Puesto | Condado    | Población (estimada en 2019) | Población (censo de 2010) | Sede administrativa | Ciudad más grande        |
| ------ | ---------- | ---------------------------- | ------------------------- | ------------------- | ------------------------ |
| 1      | Jefferson  | 658,573                      | 658,158                   | Birmingham          | Birmingham               |
| 2      | Mobile     | 413,210                      | 412,992                   | Mobile              | Mobile                   |
| 3      | Madison    | 372,909                      | 334,811                   | Huntsville          | Huntsville               |
| 4      | Montgomery | 226,486                      | 229,363                   | Montgomery          | Montgomery               |
| 5      | Shelby     | 217,702                      | 195,085                   | Columbiana          | Hoover (parte) Alabaster |
| 6      | Baldwin    | 223,234                      | 182,265                   | Bay Minette         | Daphne                   |
| 7      | Tuscaloosa | 209,355                      | 194,656                   | Tuscaloosa          | Tuscaloosa               |
| 8      | Lee        | 164,542                      | 140,247                   | Opelika             | Auburn                   |
| 9      | Morgan     | 119,679                      | 119,490                   | Decatur             | Decatur                  |
| 10     | Calhoun    | 113,605                      | 118,572                   | Anniston            | Anniston                 |
| 11     | Houston    | 105,882                      | 101,547                   | Dothan              | Dothan                   |
| 12     | Etowah     | 102,268                      | 104,303                   | Gadsden             | Gadsden                  |
| 13     | Limestone  | 98,915                       | 82,782                    | Athens              | Athens                   |
| 14     | Marshall   | 96,774                       | 93,019                    | Guntersville        | Albertville              |
| 15     | Lauderdale | 92,729                       | 92,709                    | Florence            | Florence                 |

### Política
Durante la Reconstrucción, después de la guerra civil estadounidense, Alabama fue ocupada por tropas federales del tercer distrito militar bajo el mando del general John Pope. En 1874, la coalición política de demócratas blancos conocida como los Redentores tomó el control del gobierno estatal de los republicanos, en parte suprimiendo el voto negro mediante la violencia, el fraude y la intimidación. Después de 1890, una coalición de políticos demócratas blancos aprobó leyes para segregar y privar de derechos a los residentes afroamericanos, un proceso que se completó en las disposiciones de la constitución de 1901. Las disposiciones que privaban de derechos a los negros dieron lugar a la exclusión de muchos blancos pobres. En 1941, se había privado de derechos a más blancos que negros: 600.000 frente a 520.000. Los efectos totales fueron mayores en la comunidad negra, ya que casi todos sus ciudadanos fueron privados de sus derechos y relegados a un tratamiento separado y desigual ante la ley.
Desde 1901 hasta la década de 1960, el estado no volvió a trazar los distritos electorales a medida que la población crecía y se desplazaba dentro del estado durante la urbanización e industrialización de ciertas áreas. Como los condados eran la base de los distritos electorales, el resultado fue una minoría rural que dominó la política estatal durante casi tres cuartos del siglo, hasta que una serie de casos judiciales federales exigieron la redistribución de distritos en 1972 para lograr una representación igualitaria. La política estatal de Alabama ganó atención nacional e internacional en las décadas de 1950 y 1960 durante el movimiento por los derechos civiles, cuando los blancos resistieron burocráticamente, y a veces violentamente, las protestas por la reforma electoral y social. El gobernador George Wallace, el único gobernador del estado en cuatro mandatos, fue una figura controvertida que prometió mantener la segregación. Solo después de la aprobación de la Ley de Derechos Civiles de 1964 y la Ley de Derecho al Voto de 1965, los afroamericanos recuperaron la capacidad de ejercer el sufragio, entre otros derechos civiles. En muchas jurisdicciones, los sistemas electorales generales siguieron excluyéndolos de la representación, lo que permitió que la mayoría de la población dominara las elecciones. Se han producido algunos cambios a nivel de condado tras las impugnaciones judiciales para establecer distritos uninominales que permitan una representación más diversa entre las juntas de condado.
En 2007, la Legislatura de Alabama aprobó una resolución que el gobernador republicano Bob Riley firmó expresando un "profundo pesar" por la esclavitud y su impacto persistente. En una ceremonia simbólica, la ley se firmó en el Capitolio del Estado de Alabama, que albergaba al Congreso de los Estados Confederados de América. En 2010, los republicanos ganaron el control de ambas cámaras de la legislatura por primera vez en 136 años.
En febrero de 2023, hay un total de 3.707.233 votantes registrados, de los cuales 3.318.679 están activos y el resto inactivos en el estado.
El Atlas de Valores Estadounidenses de 2023 del Public Religion Research Institute descubrió que la mayoría de los residentes de Alabama apoyan el matrimonio entre personas del mismo sexo.

### Elecciones

#### Elecciones estatales
Con la privación del derecho al voto de los negros en 1901, el estado pasó a formar parte del "Sur Sólido", un sistema en el que el Partido Demócrata funcionaba como el único partido político viable en todos los estados del Sur. Durante casi cien años, las elecciones locales y estatales de Alabama se decidían en las primarias del Partido Demócrata, y en las elecciones generales sólo se presentaban contrincantes republicanos simbólicos. Sin embargo, desde mediados y finales del siglo XX, los conservadores blancos comenzaron a pasarse al Partido Republicano. En Alabama, ahora se espera que los distritos de mayoría blanca elijan regularmente a candidatos republicanos para cargos federales, estatales y locales.
Los miembros de los nueve escaños de la Corte Suprema de Alabama y los diez escaños de los tribunales de apelación estatales son elegidos para el cargo. Hasta 1994, ningún republicano ocupó ninguno de los escaños de la corte. En esa elección general, el entonces presidente del Tribunal Supremo, Ernest C. Hornsby, se negó a dejar el cargo después de perder la elección por aproximadamente 3000 votos ante el republicano Perry O. Hooper Sr. Hornsby demandó a Alabama y desafiantemente permaneció en el cargo durante casi un año antes de finalmente renunciar al escaño después de perder en la corte. Los demócratas perdieron el último de los diecinueve escaños de la corte en agosto de 2011 con la renuncia del último demócrata en el tribunal.
A principios del siglo XXI, los republicanos ocupan los siete cargos electos del poder ejecutivo estatal. Los republicanos ocupan seis de los ocho escaños electos en la Junta de Educación del Estado de Alabama. En 2010, los republicanos obtuvieron amplias mayorías en ambas cámaras de la legislatura estatal, lo que les dio el control de ese organismo por primera vez en 136 años. El último demócrata restante en el estado, que sirvió en la Comisión de Servicio Público de Alabama, fue derrotado en 2012.
Desde el fin de la Reconstrucción, cuando los republicanos representaban en general al gobierno de la Reconstrucción, incluidos los libertos recién emancipados que habían obtenido el derecho al voto, solo se eligieron tres vicegobernadores republicanos. Los tres vicegobernadores republicanos son Steve Windom (1999-2003), Kay Ivey (2011-2017) y Will Ainsworth (2019-presente).

#### Elecciones locales
Muchos cargos locales (comisionados del condado, juntas de educación, asesores fiscales, alcaldes, etc.) en el estado todavía están en manos de demócratas. Muchos condados metropolitanos y suburbanos tienen votantes que son mayoritariamente demócratas, lo que resulta en que las elecciones locales se decidan en las primarias demócratas. De manera similar, la mayoría de los condados rurales son mayoritariamente republicanos y las elecciones se deciden efectivamente en las primarias republicanas. Sin embargo, dado que los gobiernos locales en Alabama son más débiles que en otras partes del país, los republicanos tienen la ventaja en el gobierno.
Los 67 alguaciles de condado de Alabama son elegidos en contiendas partidistas y generales, y los republicanos conservan la gran mayoría de esos puestos. La división actual es de 18 demócratas y 49 republicanos a partir de 2023. Sin embargo, la mayoría de los alguaciles demócratas presiden condados urbanos y más poblados. La mayoría de los alguaciles republicanos han sido elegidos en los condados más rurales con menor población. El estado de Alabama tiene 11 alguaciles afroamericanos.

#### Elecciones federales
Los dos senadores del estado son Katie Britt y Tommy Tuberville, ambos republicanos. En la Cámara de Representantes de Estados Unidos, el estado está representado por siete miembros, seis de los cuales son republicanos (Jerry Carl, Mike Rogers, Robert Aderholt, Dale Strong, Barry Moore y Gary Palmer) y una demócrata, Terri Sewell, que representa al Cinturón Negro, así como a la mayoría de las zonas predominantemente negras de Birmingham, Tuscaloosa y Montgomery.

## Educación

### Educación primaria y secundaria

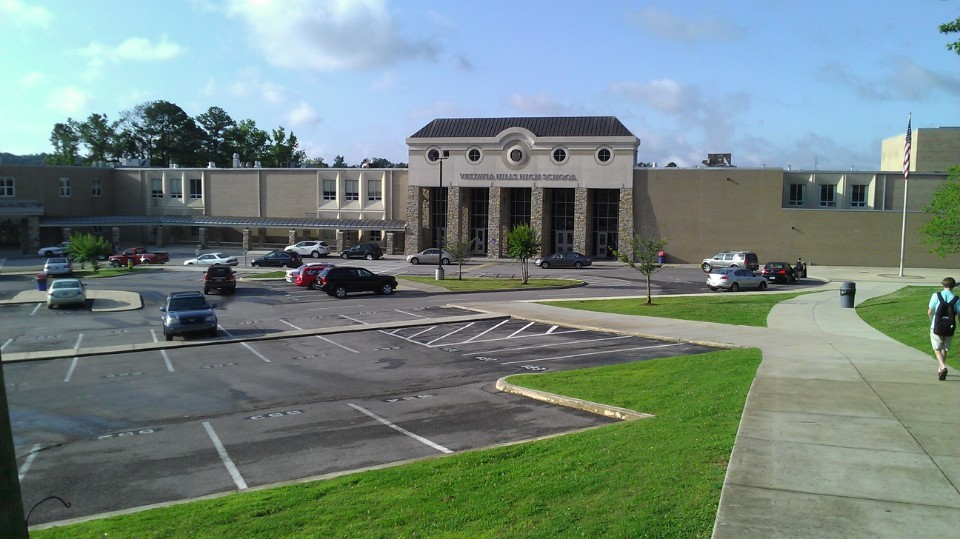
Escuela secundaria Vestavia Hills en los suburbios de Birmingham.

La educación primaria y secundaria pública en Alabama está bajo la supervisión de la Junta de Educación del Estado de Alabama y de 67 juntas escolares de condado y 60 juntas de educación de la ciudad. En conjunto, 1.496 escuelas individuales brindan educación a 744.637 estudiantes de primaria y secundaria.
La financiación de las escuelas públicas se asigna a través de la Legislatura de Alabama a través del Fondo Fiduciario de Educación. En el año fiscal 2006-2007, Alabama asignó $3,775,163,578 para la educación primaria y secundaria. Eso representó un aumento de $444,736,387 con respecto al año fiscal anterior. En 2007, más del 82 por ciento de las escuelas lograron un progreso anual adecuado (AYP, por sus siglas en inglés) hacia el rendimiento estudiantil según la ley nacional No Child Left Behind, utilizando medidas determinadas por el estado de Alabama.
Si bien el sistema de educación pública de Alabama ha mejorado en las últimas décadas, se queda atrás en cuanto a logros en comparación con otros estados. Según los datos del censo de EE. UU. (2000), la tasa de graduación de la escuela secundaria de Alabama (75 %) es la cuarta más baja de EE. UU. (después de Kentucky, Luisiana y Misisipi). Los mayores avances educativos se dieron entre las personas con algún tipo de educación universitaria pero sin títulos. Según la Evaluación Nacional del Progreso Educativo (NEAP), Alabama ocupa el puesto 39 en lectura y el 40 en matemáticas entre los estudiantes de cuarto grado en las clasificaciones de 2022.
Generalmente prohibido en Occidente en general, el castigo corporal escolar no es inusual en Alabama, con 27.260 estudiantes de escuelas públicas apaleados al menos una vez, según datos del gobierno para el año escolar 2011-2012. La tasa de castigo corporal escolar en Alabama es superada solo por Misisipi y Arkansas.

### Escuelas y universidades
Artículo principal: Lista de colleges y universidades en Alabama

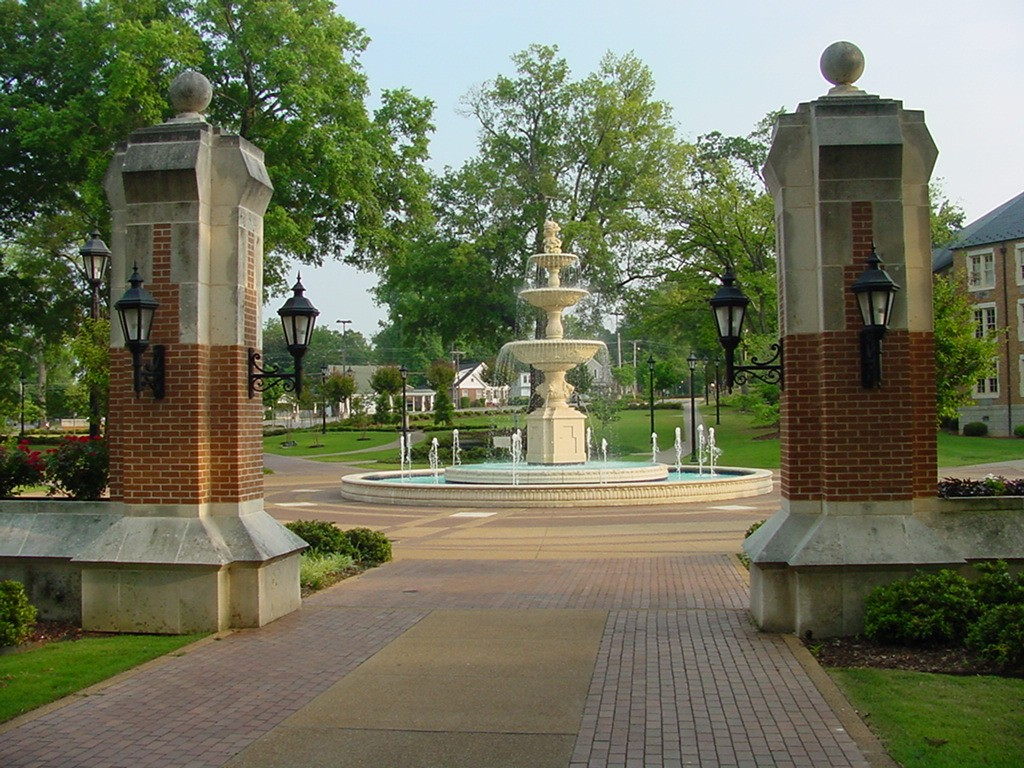
Harrison Plaza en la Universidad del Norte de Alabama en Florence. La institución recibió el nombre de LaGrange College por decisión de la Legislatura de Alabama en 1830.

Los programas de educación superior en Alabama incluyen 14 universidades públicas de cuatro años, colegios comunitarios de dos años y 17 universidades privadas que ofrecen programas de pregrado y posgrado. En el estado hay cuatro facultades de medicina (a partir del otoño de 2015): la Facultad de Medicina Heersink de la Universidad de Alabama en Birmingham (UAB), la Universidad del Sur de Alabama, Facultad de Medicina Osteopática de Alabama y Facultad Edward Via de Medicina Osteopática (Campus Auburn)—Campus Auburn; dos facultades de veterinaria (Universidad de Auburn y Universidad de Tuskegee); una escuela de odontología (Facultad de Odontología de la UAB); una facultad de optometría (Facultad de Optometría de la UAB); dos facultades de farmacia (Universidad de Auburn y Universidad Samford); y cinco escuelas de derecho (Facultad de Derecho de la Universidad de Alabama, Escuela de Derecho de Birmingham, Facultad de Derecho de Cumberland, Escuela de Derecho Miles y Facultad de Derecho Thomas Goode Jones). La educación pública postsecundaria en Alabama está supervisada por la Comisión de Educación Superior de Alabama y el Departamento de Educación Postsecundaria de Alabama. Las instituciones educativas de Alabama ofrecen programas que van desde títulos de asociado de dos años hasta una amplia variedad de programas de doctorado.

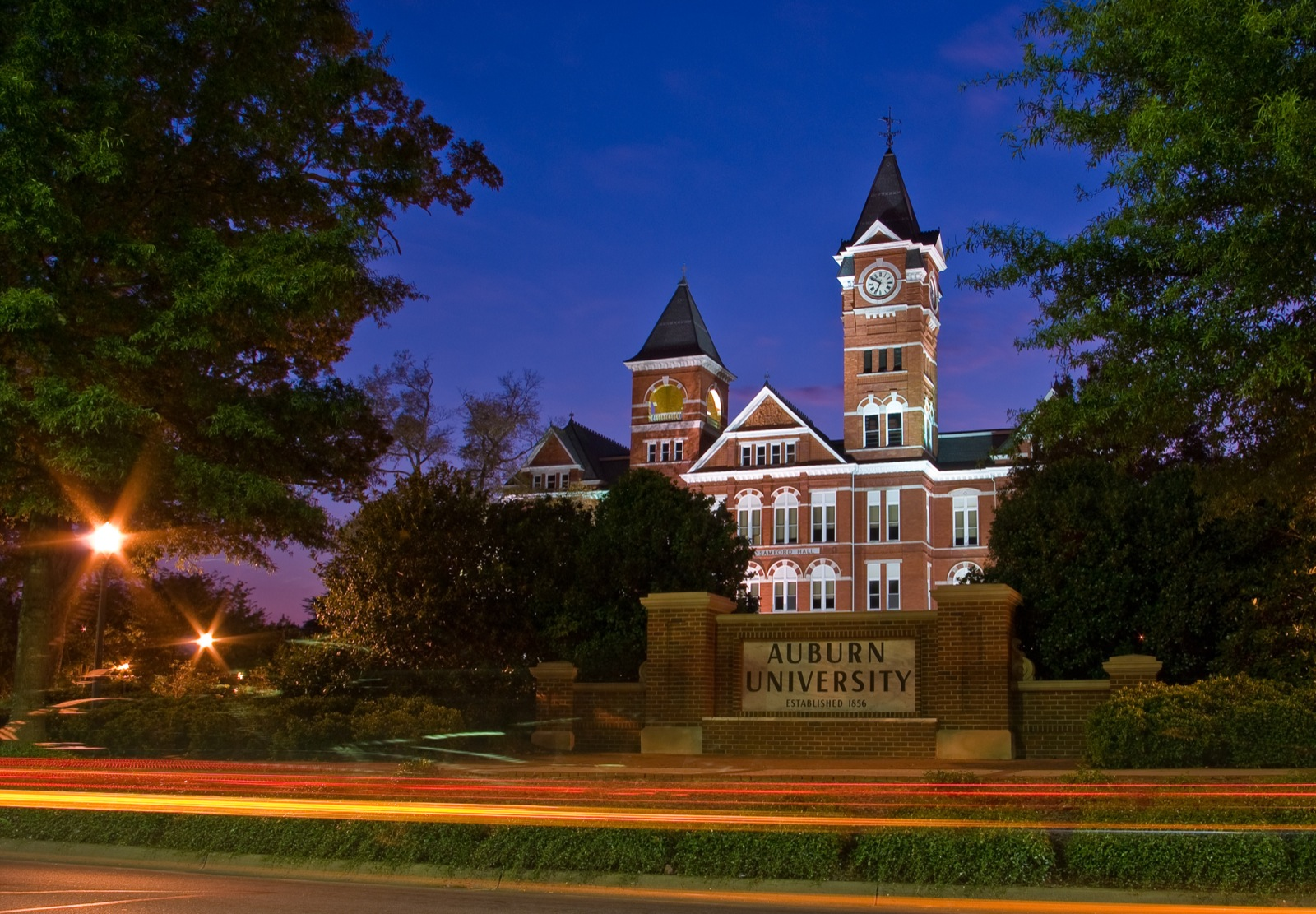
Salón William J. Samford en la Universidad de Auburn.

El campus más grande es la Universidad de Alabama, ubicada en Tuscaloosa, con 37.665 inscritos para el otoño de 2016. La Universidad de Troy fue la institución más grande del estado en 2010, con una matrícula de 29.689 estudiantes en cuatro campus de Alabama (Troy, Dothan, Montgomery y Phenix City), así como sesenta sitios de aprendizaje en otros diecisiete estados y otros once países. Las instituciones más antiguas son la pública Universidad del Norte de Alabama en Florence y el Spring Hill College afiliado a la Iglesia Católica en Mobile, ambas fundadas en 1830.
La acreditación de programas académicos se realiza a través de la Asociación Sureña de Colegios y Escuelas (SACS), así como otras agencias de acreditación nacionales e internacionales centradas en materias, como la Asociación para la Educación Superior Bíblica (ABHE), el Consejo de Educación Ocupacional (COE), y el Consejo de Acreditación de Colegios y Escuelas Independientes (ACICS).
Según el U.S. News & World Report de 2024, Alabama tenía tres universidades clasificadas entre las 100 mejores escuelas públicas de Estados Unidos (la Universidad de Auburn en el puesto 47, la Universidad de Alabama en Birmingham (UAB) en el puesto 76 y la Universidad de Alabama en el puesto 91).
Según el U.S. News & World Report de 2024, Alabama tenía cuatro universidades de primer nivel (Universidad de Auburn, Universidad de Alabama en Birmingham (UAB), Universidad de Alabama y Universidad de Alabama en Huntsville).

## Medios de comunicación
Los principales periódicos incluyen Birmingham News, Mobile Press-Register y Montgomery Advertiser.
Las principales cadenas de televisión afiliadas en Alabama incluyen:
- ABC
  - WGWW 40.2 ABC, Anniston
  - WBMA 58/WABM 68.2 ABC, Birmingham
  - WDHN 18 ABC, Dothan
  - WAAY 31 ABC, Huntsville
  - WEAR 3 ABC Pensacola, Florida/Mobile
  - WNCF 32 ABC, Montgomery
  - WDBB 17.2 ABC, Tuscaloosa
- CBS
  - WIAT 42 CBS, Birmingham
  - WTVY 4 CBS, Dothan
  - WHNT 19 CBS, Huntsville
  - WKRG 5 CBS, Mobile
  - WAKA 8 CBS, Selma/Montgomery
- Fox
  - WBRC 6 FOX, Birmingham
  - WZDX 54 FOX, Huntsville
  - WALA 10 FOX, Mobile
  - WCOV 20 FOX, Montgomery
  - WDFX 34 FOX, Ozark/Dothan
- NBC
  - WVTM 13 NBC, Birmingham
  - WRGX 23 NBC, Dothan
  - WAFF 48 NBC, Huntsville
  - WPMI 15 NBC, Mobile
  - WSFA 12 NBC, Montgomery
- PBS/Alabama Public Television
  - WBIQ 10 PBS, Birmingham
  - WIIQ 41 PBS, Demopolis
  - WDIQ 2 PBS, Dozier
  - WFIQ 36 PBS, Florence
  - WHIQ 25 PBS, Huntsville
  - WGIQ 43 PBS, Louisville[133]
  - WEIQ 42 PBS, Mobile
  - WAIQ 26 PBS, Montgomery
  - WCIQ 7 PBS, Mount Cheaha
- The CW
  - WTTO 21, Homewood/Birmingham
  - WTVY 4.3, Dothan
  - WHDF 15, Florence/Huntsville
  - WFNA 55, Gulf Shores/Mobile/Pensacola, FL
  - ,njWDBB 17, Tuscaloosa
  - WBMM 22, Tuskegee/Montgomery

## Transporte

### Aviación

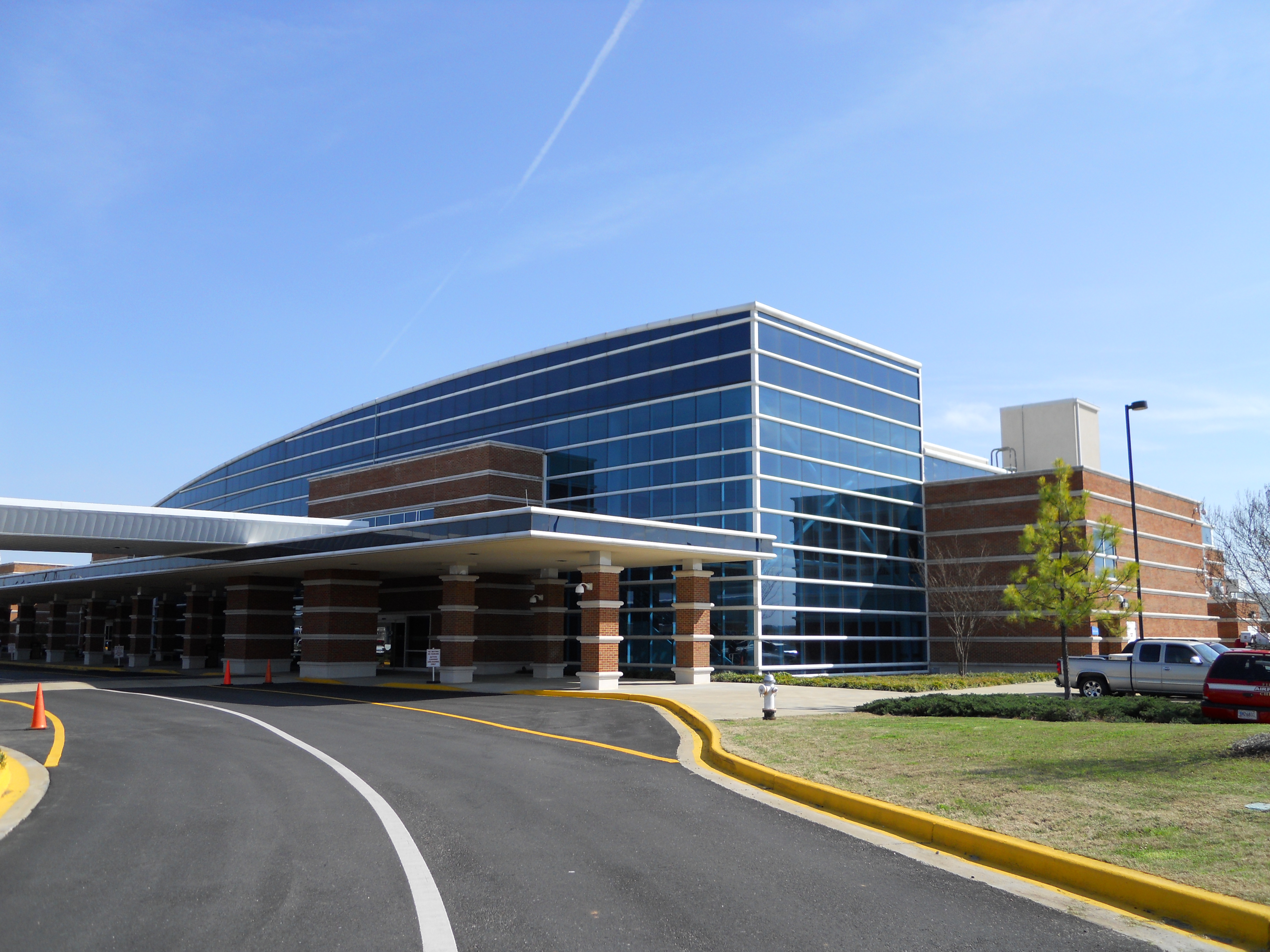
Terminal en el Aeropuerto Regional de Montgomery en Montgomery

Los principales aeropuertos con operaciones sostenidas en Alabama incluyen el Aeropuerto Internacional de Birmingham-Shuttlesworth (BHM), el Aeropuerto Internacional de Huntsville (HSV), el Aeropuerto Regional de Dothan (DHN), el Aeropuerto Regional de Mobile (MOB), el Aeropuerto Regional de Montgomery (MGM), el Aeropuerto Regional del Noroeste de Alabama (MSL) y el Aeropuerto Regional del Noreste de Alabama (GAD).

### Ferroviario
Para el transporte ferroviario, Amtrak programa el Crescent, un tren de pasajeros diario que va de Nueva York a Nueva Orleans con paradas en Anniston, Birmingham y Tuscaloosa.

### Carreteras

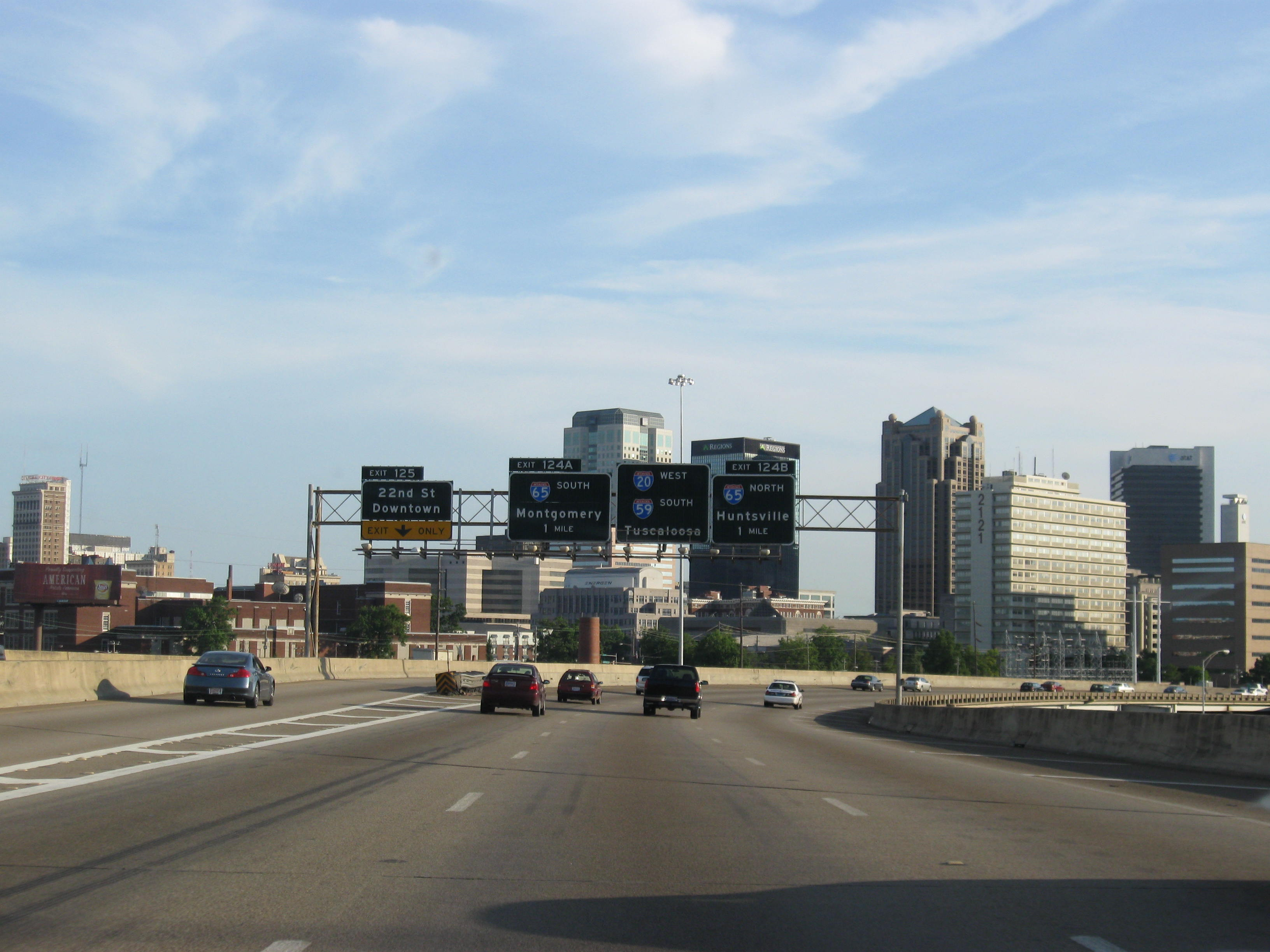
La carretera interestatal 59 (cofirmada con la carretera interestatal 20) se acerca a la carretera interestatal 65 en el centro de Birmingham

Alabama tiene seis rutas interestatales principales: la Interestatal 65 (I-65) viaja de norte a sur aproximadamente por el centro del estado; la I-20/I-59 viaja desde la frontera estatal centro-oeste de Misisipi hasta Birmingham, donde la I-59 continúa hasta la esquina noreste del estado y la I-20 continúa al este hacia Atlanta; la I-85 se origina en Montgomery y viaja de este a noreste hasta la frontera estatal de Georgia, proporcionando una vía principal a Atlanta; y la I-10 atraviesa la parte más meridional del estado, viajando de oeste a este a través de Mobile. La I-22 ingresa al estado desde Misisipi y conecta Birmingham con Memphis, Tennessee. Además, actualmente hay cinco rutas interestatales auxiliares en el estado: la I-165 en Mobile, la I-359 en Tuscaloosa, la I-459 alrededor de Birmingham, la I-565 en Decatur y Huntsville, y la I-759 en Gadsden. Se creará una sexta ruta, la I-685, cuando la I-85 se desvíe a lo largo de una nueva circunvalación sur de Montgomery. La circunvalación norte propuesta de Birmingham se designará como I-422. Dado que no será posible una conexión directa de la I-22 a la I-422, también se ha propuesto la I-222.
Varias carreteras estadounidenses también pasan por el estado, como la Ruta 11 de EE. UU. (US-11), la US-29, la US-31, la US-43, la US-45, la US-72, la US-78, la US-80, la US-82, la US-84, la US-90, la US-98, la US-231, la US-278, la US-280, la US-331, la US-411 y la US-431.
Hay cuatro carreteras de peaje en el estado: Montgomery Expressway en Montgomery; Northport/Tuscaloosa Western Bypass en Tuscaloosa y Northport; Emerald Mountain Expressway en Wetumpka; y Beach Express en Orange Beach.

### Puertos

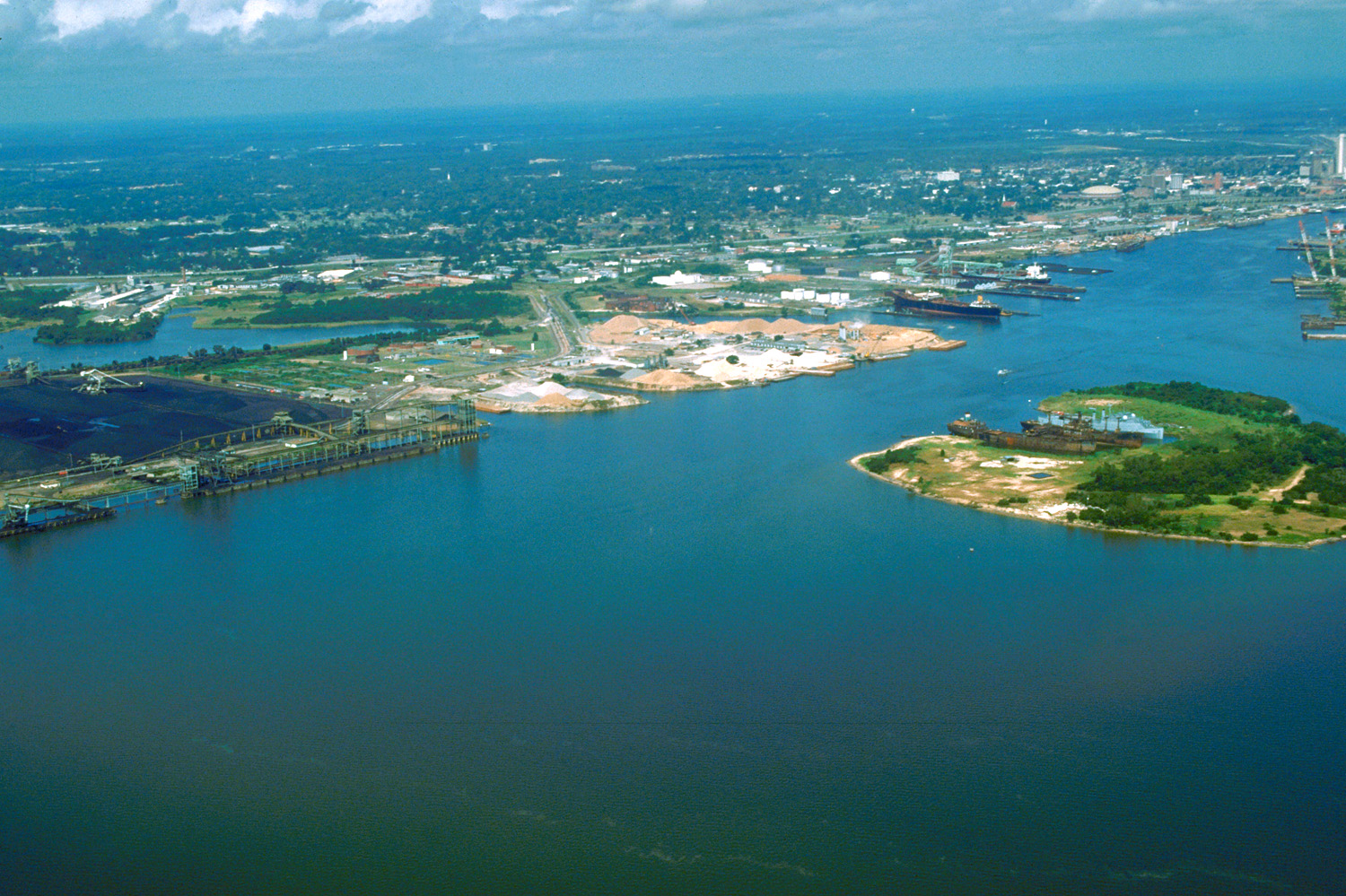
Vista aérea del puerto de Mobile

El puerto de Mobile, el único puerto de agua salada de Alabama, es un gran puerto marítimo en el Golfo de México con acceso por vía navegable interior al Medio Oeste a través de la vía fluvial Tennessee-Tombigbee. El puerto de Mobile ocupó el puesto 12 por toneladas de tráfico en los Estados Unidos durante el 2009. La terminal de contenedores recientemente ampliada en el puerto de Mobile fue clasificada como la 25.ª más concurrida en cuanto a tráfico de contenedores en la nación durante 2011. Los otros puertos del estado están en ríos con acceso al Golfo de México.
Puertos marítimos de Alabama, enumerados de norte a sur:
| Nombre del puerto      | Ubicación                                     | Conectado a                     |
| ---------------------- | --------------------------------------------- | ------------------------------- |
| Puerto de Florence     | Florence / Muscle Shoals, en el lago Pickwick | Río Tennessee                   |
| Puerto de Decatur      | Decatur, en el lago Wheeler                   | Río Tennessee                   |
| Puerto de Demopolis    | Demopolis, en el río Tombigbee                | Vía fluvial Tennessee-Tombigbee |
| Puerto de Guntersville | Guntersville, en el lago Guntersville         | Río Tennessee                   |
| Puerto de Birmingham   | Birmingham, en el río Guerrero Negro          | Vía fluvial Tennessee-Tombigbee |
| Puerto de Tuscaloosa   | Tuscaloosa, en el río Guerrero Negro          | Vía fluvial Tennessee-Tombigbee |
| Puerto de Montgomery   | Montgomery, en el lago Woodruff               | Río Alabama                     |
| Puerto de Mobile       | Mobile, en bahía de Mobile                    | Golfo de México                 |

## Cultura
El sistema público de escuelas fue creado en 1854, y permaneció segregado para blancos y negros hasta 1954, cuando la Corte Suprema de los Estados Unidos resolvió su inconstitucionalidad, si bien la desegregación se llevó a cabo con gran lentitud. La institución de enseñanza superior más importante son la Universidad de Alabama (con campus en Tuscaloosa, Birmingham y Huntsville), la Universidad de Auburn, en Montgomery, y la Universidad Sur de Alabama.
La biblioteca del Tribunal Supremo del Estado se creó en 1828, y en 1901 Alabama fundó los Alabama Archives, los primeros archivos estatales de Estados Unidos financiados con dinero público. Las bibliotecas de las universidades de Alabama, Sandford, y Auburn, así como la biblioteca pública de Birmingham, albergan numerosos e importantísimos documentos sobre la historia del estado. La biblioteca del Instituto Tuskegee destaca por sus fondos sobre historia de la población negra.
Los museos más importantes de Alabama son el Museo de Arte de Birmingham, el Museo de Bellas Artes del Sur, en Mobile, el Museo de Bellas Artes de Montgomery, y la Casa Kennedy-Douglass, en Florence. Asimismo, están abiertas al público numerosas casas-museos históricas, en Mobile, Tuscaloosa, Montgomery y en el Black Belt.
Antropólogos, folcloristas y lingüistas se han interesado por las manifestaciones culturales de los habitantes de la zona montañosa del norte del estado, donde se han desarrollado y pervivido patrones únicos de lenguaje y un vocabulario único, así como numerosas leyendas, mitos, supersticiones, canciones, e historias locales.
Escritores nativos de Alabama son Joseph G. Baldwin, Johnson Jones Hooper, Sidney Lanier, Mary Johnson, Hellen Keller, T. S. Stribling y Harper Lee.
En Alabama están ambientadas muchas películas famosas como Tomates verdes fritos (1991), Forrest Gump (1994), The Notebook (2004) o Selma (2014).
Alabama cuenta con veintitrés lagos públicos, veinticuatro parques estatales y cuatro bosques estatales. Otros lugares de interés para los turistas son el Museo de Florence, el Museo de Cohetes y del Espacio de Alabama, las Sequoyah Caverns, DeSoto Falls, Little River Canyon, la Primera Casa Blanca de la Confederación y los zoológicos de Birmingham y Montgomery. Durante los veranos se celebra el Alabama Shakespeare Festival en Anniston.
La famosa canción de Lynyrd Skynyrd Sweet Home Alabama es una respuesta a una canción del cantante canadiense Neil Young llamada «Alabama» en la que criticaba la esclavitud y el racismo del Sur de los Estados Unidos. 

### Deporte
Los deportes más populares en Alabama son el fútbol americano, el béisbol, el baloncesto,y el automovilismo. El estado no cuenta con equipos en ninguna de las grandes ligas profesionales. En cambio, se destacan los equipos universitarios de fútbol americano Alabama Crimson Tide y Auburn Tigers, rivales de la Southeastern Conference.
El equipo de fútbol americano de la Universidad de Alabama es uno de los más antiguos de los Estados Unidos ya que comenzó a competir en 1892. Su programa se ha convertido desde entonces en el de mayor tradición del país, ya que a lo largo de su historia ha ganado 17 campeonatos nacionales, en los años 1925, 1926, 1930, 1934, 1941, 1961, 1964, 1965, 1973, 1978, 1979, 1992, 2009, 2011, 2012, 2015 y el más reciente en 2017. Alabama logró 29 títulos de Conferencia, los más recientes en 1999, 2009, 2012, 2014 y 2015. Ha jugado 61 bowls y ha ganado 35, más que ninguna otra universidad. Entre ellos, se destacan un triunfo en el College Football Playoff National Championship en la temporada 2015, tres triunfos en el BCS National Championship Game en las temporadas 2009, 2011 y 2012, cuatro Rose Bowl en 1925, 1930, 1934 y 1945, ocho Sugar Bowl en 1961, 1963, 1966, 1975, 1977, 1978, 1979 y 1993, cuatro Cotton Bowl en 1941, 1980, 2005 y 2015, y cuatro Orange Bowl en 1942, 1952, 1962 y 1965.
El equipo juega de local en el Bryant-Denny Stadium, con capacidad para 101 821, siendo el séptimo estadio más grande del país.
El óvalo de Talladega es uno de los más prestigiosos de la Copa NASCAR de automovilismo. Por su parte, el autódromo de Barber ha albergado carreras de la IndyCar Series y el Rolex Sports Car Series.
En Birmingham se disputó un torneo de tenis de la WCT entre 1973 y 1980. En el campo de golf de Shoal Creek se han celebrado el Campeonato de la PGA y el Tradition.
Deportistas naturales de Alabama son el boxeador Joe Louis, los atletas Jesse Owens y Percy Beard, el piloto Davey Allison y el golfista Hubert Green.

## Condados
El estado de Alabama consta de sesenta y siete condados. El más antiguo es el condado de Washington, creado el 4 de junio de 1800, mientras que el más reciente es el condado de Houston, creado el 9 de febrero de 1903. El de mayor superficie es el Condado de Baldwin 4135 km² y el de mayor población el Condado de Jefferson con 662 047 habitantes.

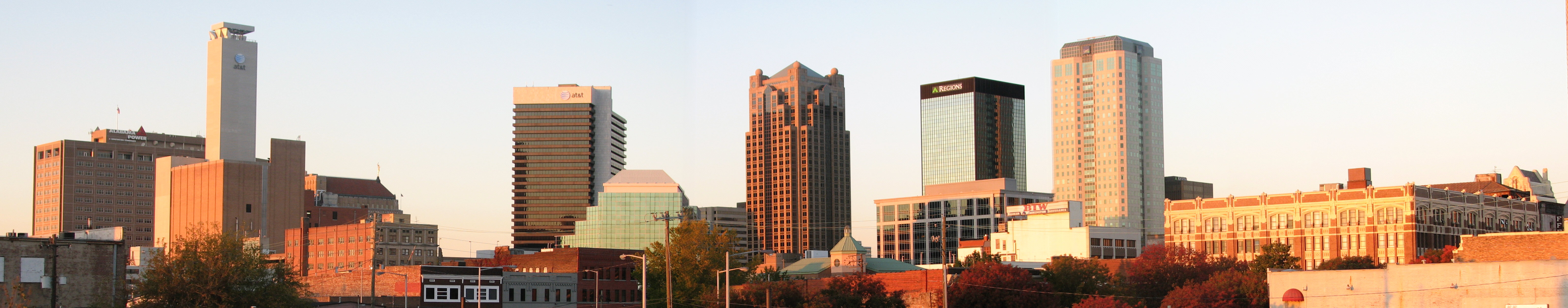
Birmingham
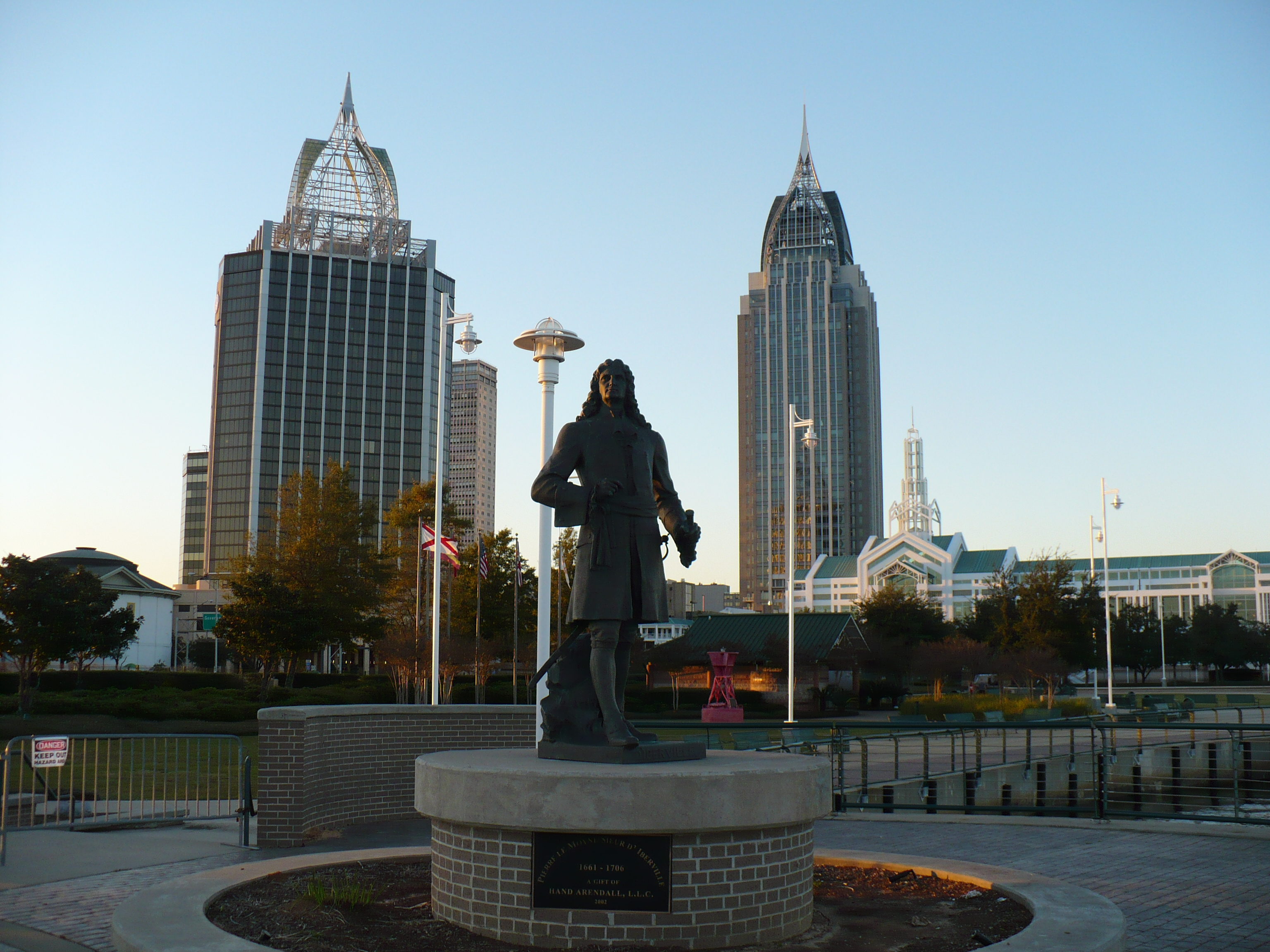
Mobile
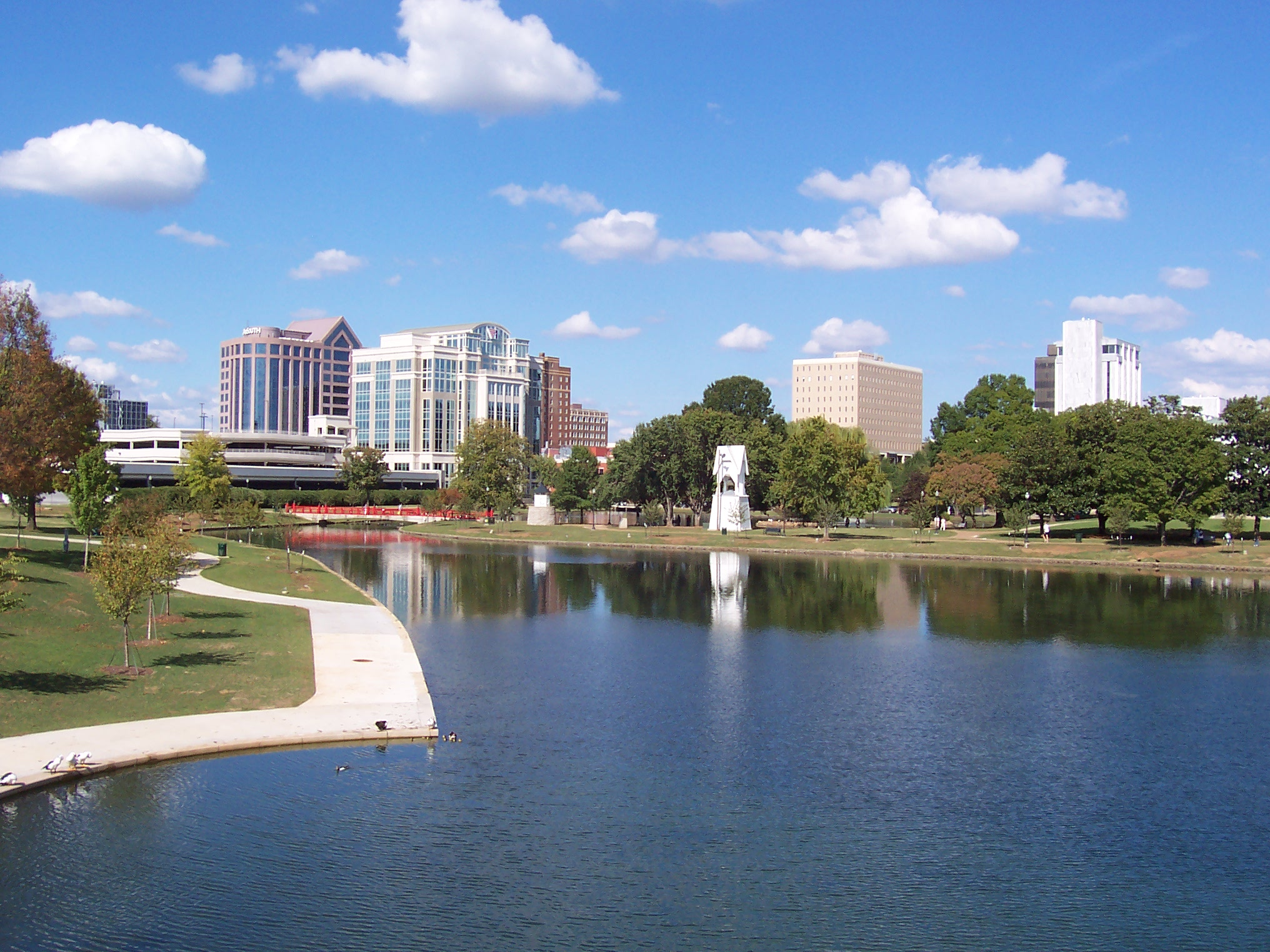
Huntsville
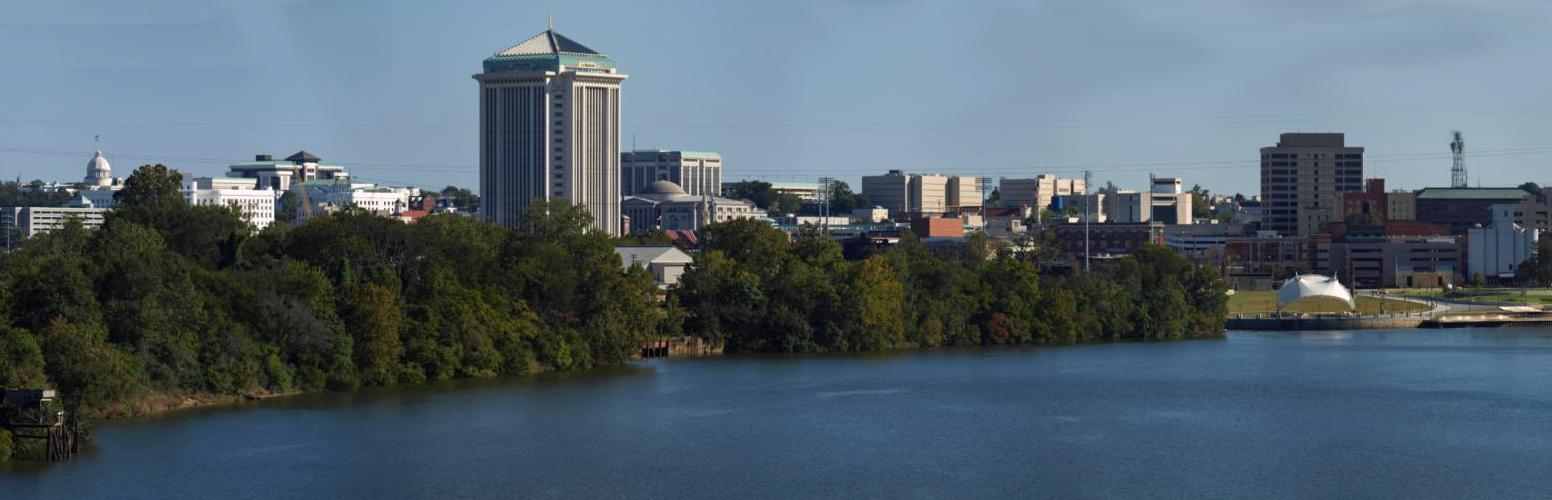
Montgomery